# مردمان ایرانی‌تبار
مردمان ایرانی، یا مردمان ایرانی‌تبار، گروه‌های قومی‌-زبانی هستند که عمدتاً به یکی از زبان‌های ایرانی صحبت کرده و دارای اشتراکات فرهنگی و تباری هستند. این مردم در سراسر فلات ایران، از هندوکش تا آناتولی و از آسیای میانه تا خلیج فارس، منطقه‌ای که ایران بزرگ یا ایران‌زمین نامیده می‌شود، پراکنده شده‌اند.
اقوام ایرانی نقش بسیار مهمی را در تاریخ بازی کرده‌اند. مادها یکی از نخستین کشورها و امپراتوری‌های چند قومیتی را تشکیل دادند، شاهنشاهی هخامنشی، بزرگ‌ترین امپراتوری جهان آن روز و نخستین ابرقدرت جهان بود و قبایل کوچ‌رو سکا و سرمتی بر زمین‌های گسترده‌ای از اوراسیا حکمفرما بوده و تاثیر بسیاری بر اروپای شرقی و آسیای میانه گذاشتند. آیین‌های گوناگونی از مردمان ایرانی‌تبار مانند مزدیسنا، مهرپرستی و آیین مانوی تأثیرهای بسیار مهم فلسفی را بر مفاهیم یهودیت، مسیحیت و اسلام داشته‌اند.
باور بر این است که ایرانیان برای نخستین بار در اواسط هزاره دوم پیش از میلاد به عنوان گروهی مشخص و شاخه‌ای جداگانه از مردمان هندوایرانی در آسیای میانه ظهور کرده‌اند. قلمرو مردمان ایرانی، در اوج خود در اواسط هزاره اول پیش از میلاد،  در سرتاسر استپ اوراسیا و در فلات ایران گسترش پیدا کرد.
پس از هزاره یکم پیش از میلاد، مردمان باستانی بسیاری از ايرانيان مانند آلان‌ها، باختری‌ها، داهه‌ها، خوارزمی‌ها، ماساژت‌ها، مادها، پارت‌ها، پارس‌ها، ساگارتی‌ها، ساکاها، سرمتی‌ها، اسکیث‌ها، سغدی‌ها، کیمری‌ها پدید آمدند. در هزاره یکم میلادی، منطقه سکونت آن‌ها در اوراسیا به دلیل گسترش اسلاوها، ژرمن‌ها، ترک‌ها، و مغول‌ها به‌طور قابل توجهی کاهش یافت و بسیاری از آنها تحت اسلاوسازی و ترک‌سازی قرار گرفتند.
مردمان ایرانی امروزی شامل بلوچ‌ها، گیلک‌ها، آذری‌ها، کردها، لرها، مازندرانی‌ها، اوستیایی‌ها، پامیری‌ها، پشتون‌ها، تات‌های قفقاز، تاجیک‌ها، تالش‌ها، وخی‌ها، یغنابی‌ها، و زازاها هستند. توزیع کنونی آن‌ها در سراسر فلات ایران گسترش می‌یابد –  که از قفقاز در شمال تا شاخاب پارس در جنوب و از منطقه آناتولی شرقی در غرب تا تاشکورگان سین‌کیانگ در شرق امتداد دارد –  و منطقه‌ای را پوشش می‌دهد که گاهی اوقات ایران بزرگ نامیده می‌شود، که وسعت مردمان ایرانی‌زبان و دامنه نفوذ ژئوپلیتیکی و فرهنگی آن‌ها را نشان می‌دهد.

## نام
واژهٔ «ایران» مستقیماً از واژه پارسی میانه، Ērān / AEran (𐭠𐭩𐭥𐭠𐭭) و پارتی «Aryān» گرفته شده است. واژه‌های پارسی میانه «ērān» و پارتی «aryān» جمع‌های مایلِ صفت نسبی «ēr-» (در پارسی میانه) و «ary-» (در پارتی) هستند که هر دو از واژه پارسی باستان «ariya-" (𐎠𐎼𐎡𐎹)، واژه اوستایی «airiia-" (𐬀𐬌𐬭𐬌𐬌𐬀) و واژه نیاایرانی «*arya-» گرفته شده‌اند.
تلاش‌های زیادی برای تعیین ریشهٔ فعلی «ar-» در واژه پارسی باستان «arya-» صورت گرفته است. موارد زیر بر اساس زبان‌شناسان سال ۱۹۵۷ و پس از آن است:
- امانوئل لاروش (۱۹۵۷): «ar-» «مناسب بودن» (به معنای «مناسب»، «شایسته»).
 واژه نیاایرانی «arya-» که از واژه نیاهندواروپایی «ar-yo-» به معنی «(ماهرانه) گردآورنده» مشتق شده است.[۲۵]
- ژرژ دومزیل (۱۹۵۸): «ar-» به معنی «تقسیم کردن» (از یک اتحاد).
- هارولد والتر بیلی (۱۹۵۹): «ar-» به معنی «به وجود آوردن» («زاده شده»، «پرورش دهنده»).
- امیل بنونیست (۱۹۶۹): «ar-» «مناسب بودن» («هم‌نشین»).

برخلاف واژه سانسکریت «ārya-» («آریایی»)، واژهٔ پارسی باستان صرفاً معنای قومی دارد. امروزه، واژه پارسی باستان «arya-» در نام‌های قومی - زبانی مانند «ایران»، «آلان»، «ایر» و «ایرون» باقی مانده است.

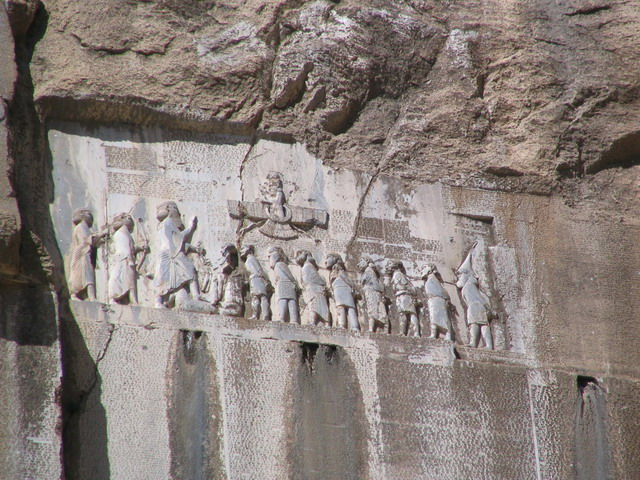
در سنگ‌نوشته بیستون، داریوش بزرگ خود را یک «آریا» توصیف می‌کند.

در زبان‌های ایرانی، صفت نسبی به عنوان یک خودشناسی و معرفی‌نامه در سنگ‌نوشته‌های باستانی و ادبیات اوستا آمده است. قدیمی‌ترین اشارهٔ گواهی‌شدهٔ سنگ‌نوشته‌ای به واژهٔ «arya-» در سنگ‌نوشته بیستون، در قرن ششم پیش از میلاد است. داریوش بزرگ در سنگ‌نوشته بیستون (یا «بهیستون»؛ به پارسی باستان: Bagastana) خود را یک «آریا» توصیف می‌کند. همان‌طور که در مورد تمام کاربردهای دیگر زبان پارسی باستان نیز صدق می‌کند، «آریا» در سنگ‌نوشته چیزی جز «ایرانی» را نشان نمی‌دهد.
در سنگ‌نوشته‌های سلطنتی پارسی باستان، واژهٔ «arya-» در سه زمینهٔ مختلف ظاهر می‌شود:
- به عنوان نام زبان نسخهٔ پارسی باستان کتیبهٔ داریوش بزرگ در سنگ‌نوشته بیستون.
- به عنوان پیشینهٔ نژادی داریوش بزرگ در سنگ‌نوشته‌های نقش رستم و شوش (Dna, Dse) و پیشینهٔ نژادی خشایارشا یکم در سنگ‌نوشته تخت جمشید (Xph).
- به عنوان تعریف خدای ایرانیان، اهورامزدا، در نسخهٔ زبان ایلامی سنگ‌نوشته بیستون.
- در Dna و Dse، داریوش و خشایارشا خود را به عنوان «یک هخامنشی، یک پارسی، پسر یک پارسی و یک آریایی، از تبار آریایی» توصیف می‌کنند.[۳۳] اگرچه داریوش بزرگ زبان خود را «arya-» («ایرانی») هم نامید،[۳۳] محققان امروزی آن را «پارسی باستان» می‌نامند[۳۳] زیرا نیای زبان فارسی امروزی است.[۳۴]

کتیبهٔ سه زبانه که به دستور شاپور یکم برپا شد، توصیف واضح‌تری ارائه می‌دهد. زبان‌های استفاده شده در آن نیز پارتی، پارسی میانه و یونانی کوینه هستند. در کتیبهٔ یونانی آمده است «ego … tou Arianon ethnous despotes eimi»، که به «من پادشاه پادشاهی (ملت) ایرانیان هستم» ترجمه می‌شود. در پارسی میانه، شاپور می‌گوید «ērānšahr xwadāy hēm» و در پارتی می‌گوید «aryānšahr xwadāy ahēm".
اوستا به وضوح از «airiia-» به عنوان یک نام قومی استفاده می‌کند (وندیداد ۱؛ یشت ۱۳٫۱۴۳–۴۴ و غیره)، جایی که در عباراتی مانند «airyāfi daiŋˊhāvō» («سرزمین‌های ایرانی»)، «airyō šayanəm» («سرزمین مسکونی ایرانیان») و «airyanəm vaējō vaŋhuyāfi dāityayāfi» («گسترهٔ ایرانی دایتیای نیکو») ظاهر می‌شود. در بخش پایانی اوستا (وندیداد ۱)، یکی از سرزمین‌های مادری ذکر شده به عنوان «ایریانم وئجه» نامیده می‌شد که تقریباً به معنای «گسترهٔ ایرانیان» است. سرزمین مادری در دامنهٔ جغرافیایی خود متفاوت بود، منطقهٔ اطراف هرات (دیدگاه پلینیوس مهتر) و حتی کل گسترهٔ فلات ایران (نام‌گذاری استرابون).
شواهد پارسی باستان و اوستایی توسط منابع یونانی تأیید می‌شود. هرودوت در «تاریخ‌های خود» دربارهٔ مادهای ایرانی می‌گوید که «مادها در قدیم توسط همهٔ مردم «آریایی» نامیده می‌شدند» (7.62). در منابع ارمنی، پارت‌ها، مادها و پارس‌ها به‌طور جمعی به عنوان «ایرانیان» نامیده می‌شوند. اودموس رودسی (Dubitationes et Solutiones de Primis Principiis, in Platonis Parmenidem) به «مغان و همهٔ کسانی که از تبار «ایرانی» («áreion») هستند» اشاره می‌کند. دیودور سیسیلی (۱٫۹۴٫۲) زرتشت («Zathraustēs») را یکی از «Arianoi» ها می‌داند.
استرابون در «کتاب جغرافیای خود» خود (قرن یکم میلادی) به مادها، پارس‌ها، باختری‌ها و سغدی‌های فلات ایران و فرارود باستان اشاره می‌کند:
نام «آریانا» بیشتر به بخشی از پارس و ماد و همچنین به باختریان و سغدیان در شمال گسترش می‌یابد؛ زیرا اینان تقریباً به یک زبان، با تغییرات جزئی، صحبت می‌کنند.— «جغرافیا»، ۱۵٫۸
سنگ‌نوشته رباطک که توسط کانیشکا (بنیانگذار شاهنشاهی کوشانی) و به زبان باختری نوشته شده است، در سال ۱۹۹۳ در استان بغلان افغانستان کشف شد، به وضوح به این زبان ایرانی شرقی با نام «آریا» اشاره می‌کند.
همهٔ این شواهد نشان می‌دهد که نام «آریا» یک تعریف جمعی بود که به مردمی اطلاق می‌شد که آگاه بودند به یک تبار قومی تعلق دارند، به یک زبان مشترک صحبت می‌کنند و یک سنت مذهبی دارند که بر پرستش اهورامزدا متمرکز بود.
کاربرد آکادمیک واژهٔ «ایرانی» با کشور ایران و شهروندان مختلف آن (که همه از نظر ملی ایرانی هستند) متمایز است، به همان شیوه‌ای که واژهٔ «مردمان ژرمن» از «آلمانی‌ها» متمایز است.

### ایرانی در برابر ایرانی‌تبار
برخی از محققان مانند جان پری اصطلاح «ایرانی‌تبار» را به عنوان نام خانوادهٔ زبانی این دسته ترجیح می‌دهند (که بسیاری از آن‌ها در خارج از کشور ایران امروزی گویش می‌شوند)، در حالی که «ایرانی» را برای هر چیزی مرتبط با کشور ایران به کار می‌برند. او از همان قیاسی استفاده می‌کند که در تمایز میان آلمانی‌ها (در ادبیات انگلیسی هر دو ژرمن هستند) و ژرمن‌ها یا تمایز ترکیه‌ای‌ها و ترک‌ها به کار می‌رود. محقق آلمانی مارتین کومل نیز برای همین تمایز «ایرانی» از «ایرانی‌تبار» استدلال می‌کند.

## تاریخ و سکونت

### ریشه‌های هندواروپایی

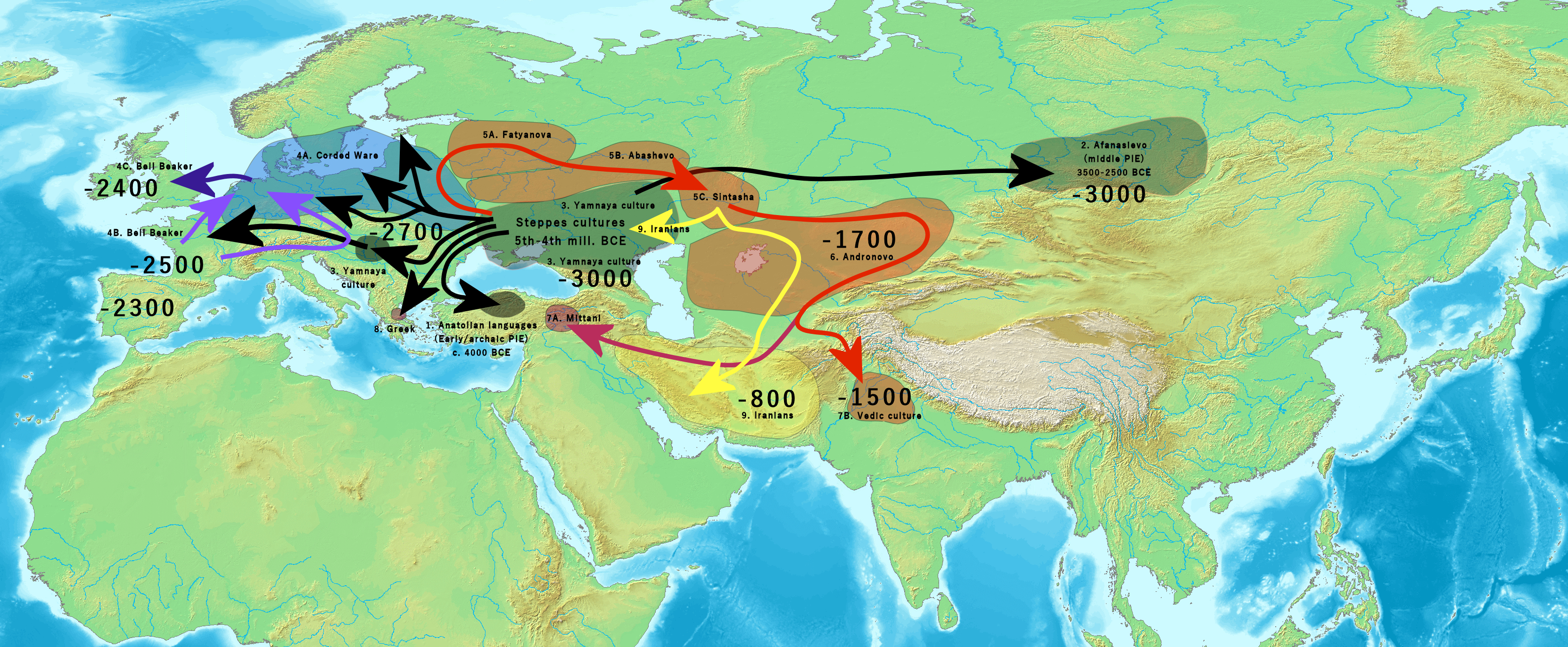
مهاجرت‌های اولیهٔ هندواروپاییان از سبزدشت پونتی‌خزری و سراسر آسیای مرکزی.

#### هندوایرانی

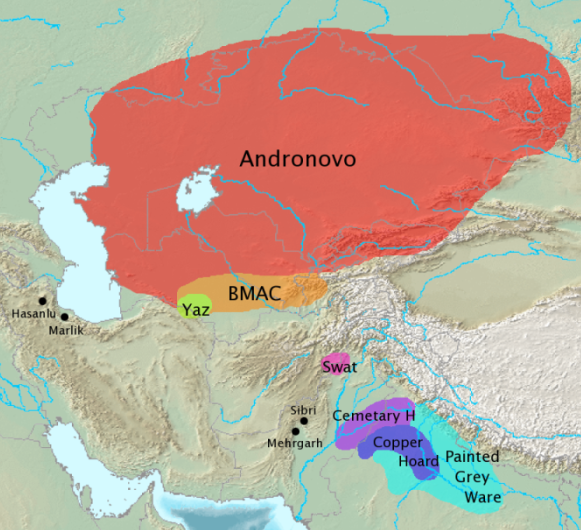
فرهنگ‌های باستان‌شناسی مرتبط با مهاجرت‌های مردمان هندوایرانی (پس از EIEC). فرهنگ‌های آندرونوو، آمودریا و یاز اغلب با آن مرتبط بوده‌اند. فرهنگ‌های منطقه گورستان گَنداره (سوات)، منطقه گورستان اچ، منطقه گنجینه مس و منطقه سفال خاکستری رنگ‌شده نامزدهای بیشتری برای همین نوع از ارتباطات هستند.

هندوایرانی‌ها معمولاً با فرهنگ سینتاشتا و فرهنگ آندرونوو و سپس در افق گسترده‌تر آندرونوو، با سرزمین مادری آن‌ها با منطقه‌ای از سبزدشت اوراسیا که از غرب با رود اورال و از شرق با تیان شان هم‌مرز است، شناخته می‌شوند.
مهاجرت‌های هندوایرانی‌ها در دو موج صورت گرفت. موج اول شامل مهاجرت هندوآریایی از طریق تمدن آمودریا، که «مجموعه باستان‌شناسی باختر-مرو» نیز نامیده می‌شود، به سرزمین شام، و تأسیس پادشاهی میتانی؛ و همچنین مهاجرت مردم ودایی به جنوب شرق، از طریق هندوکش به شمال هند بود. هندوآریایی در حدود ۱۸۰۰ تا ۱۶۰۰ پیش از میلاد از ایرانی‌ها جدا شدند، پس از آن توسط ایرانی‌ها (که بر منطقهٔ سبزدشت اوراسیای مرکزی تسلط داشتند) شکست خورده و به دو گروه تقسیم شدند، و «[هندوآریایی‌ها] را به انتهای اوراسیای مرکزی تعقیب کردند». یک گروه هندوآریایی‌هایی بودند که پادشاهی میتانی را در شمال سوریه تأسیس کردند؛ (حدود ۱۵۰۰ تا ۱۳۰۰ پیش از میلاد) گروه دیگر مردم ودایی بودند. کریستوفر آی. بکویث پیشنهاد می‌کند که ووسون، (مردمی هندواروپایی، از نژاد سفید قفقازی بودند که در آسیای داخلی زندگی می‌کردند)، نیز از تبار هندوآریایی‌ها باشند.
موج دوم مهاجرت را که به عنوان موج ایرانی‌ها تفسیر می‌شود، و موج سوم مهاجرت‌های هندواروپایی از ۸۰۰ پیش از میلاد به بعد صورت گرفت.

## جمعیت بر پایه اقوام
| مردم                                                                                    | سرزمین بومی                                                                                                 | جمعیت           |
| --------------------------------------------------------------------------------------- | --- | --------------- |
| پارس‌ها: - تاجیک‌ها - سیستانی‌ها - باصری‌ها - پارسیوان - تات‌های قفقاز - لارستانی‌ها (اچمی‌ها) | ایران، افغانستان، تاجیکستان، ازبکستان، پاکستان، قفقاز، کویت، بحرین، عراق، امارات، قطر، عمان و عربستان سعودی | ۷۲ تا ۸۵ میلیون |
| آذری‌ها - آذری‌های ایرانی - شاهسون‌ها - افشاری‌ها                                           | ایران، جمهوری آذربایجان، ترکیه (ایغدیر و قارص)، روسیه (دربند)، گرجستان (کومو کارتلی) و…                     | ۲۵ تا ۳۰ میلیون |
| پشتون‌ها - درانی‌ها - غل‌زایی‌ها                                                            | افغانستان و پاکستان                                                                                         | ۳۵ تا ۵۰ میلیون |
| کردها                                                                                   | ترکیه، ایران، عراق، ارمنستان، اسرائیل، گرجستان، آذربایجان و سوریه                                           | ۳۲ تا ۴۰ میلیون |
| بلوچ‌ها                                                                                  | ایران، افغانستان، پاکستان، کنیا، ترکمنستان و کشورهای عربی خلیج فارس                                         | ۱۵ میلیون       |
| مازندرانی‌ها - کتول‌ها - الیکایی‌ها                                                        | ایران | ۵ تا ۶ میلیون   |
| گیلک‌ها                                                                                  | ایران | ۳ تا ۴ میلیون   |
| لرها - بختیاری‌ها - جنوبی‌ها - شمالی‌ها                                                    | ایران و عراق                                                                                                | ۷ میلیون        |
| تات‌ها و تالش‌ها                                                                          | ایران و آذربایجان                                                                                           | ۱٫۵ میلیون      |
| آسی‌ها - مردم یاسی                                                                       | اوستیای شمالی-آلانیا (روسیه)، اوستیای جنوبی (گرجستان)، مجارستان                                             | ۰٫۷۲ میلیون     |
| پامیری‌ها - تاجیک‌های چین - مردمان وخی - شغنانی‌ها - سریکالی‌ها                             | تاجیکستان، افغانستان و تاشکورگان                                                                            | ۰٫۳۵ میلیون     |
| پارسیان هند و ایرانیان هند                                                              | هند | ۰٫۱ میلیون      |
| یغنابی‌ها                                                                                | پیرامون رودخانه زرافشان (تاجیکستان)                                                                         | ۰٫۰۲۵ میلیون    |
|                                                                                         | |                 |

## جمعیت بر پایه کشور

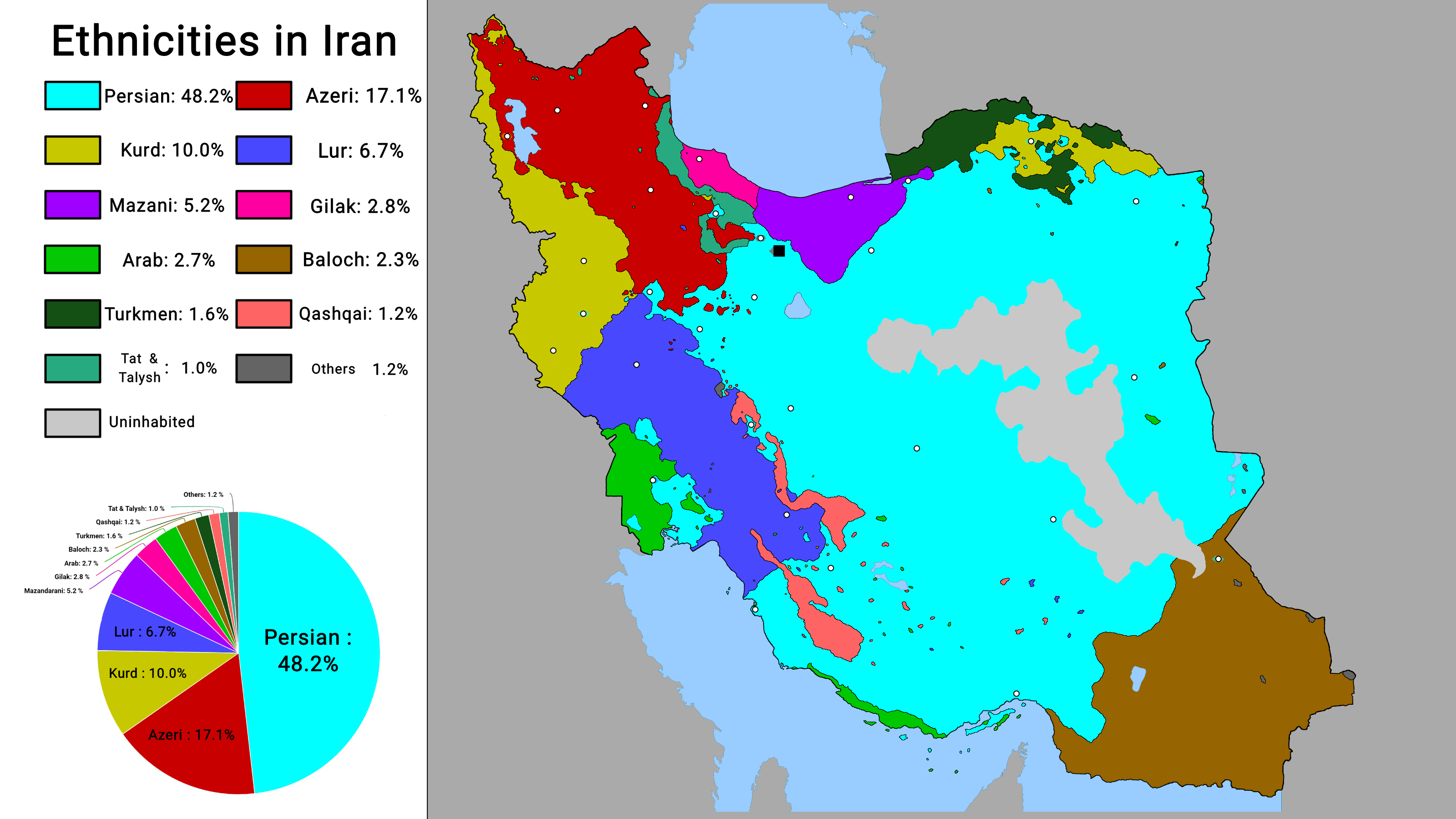
نقشه قومیت‌های ایران (۲۰۲۱)

نقشه قومیت‌های پاکستان (۱۹۹۸)

جمعیت به میلیون نفر می‌باشد و آمار تا پایان سال ۲۰۱۹ میلادی برای کشورهای زیر لحاظ شده است:
| ردیف | نام کشور         | جمعیت ایرانی‌تبارها | اقوام مرتبط                                                       | درصد ایرانی‌تبار |
| ---- | ---------------- | ------------------ | ----------------------------------------------------------------- | --------------- |
| ۱    | ایران            | ۷۹                 | تمام مردم ایران به جز ترکمن‌ها، اعراب و سایر اقلیت‌ها               | ۹۵ درصد         |
| ۲    | پاکستان          | ۴۲                 | پشتون‌ها، بلوچ‌ها و تاجیک‌های پاکستان                                | ۲۰ درصد         |
| ۳    | افغانستان        | ۲۶                 | تمام مردم افغانستان به جز هزاره‌ها، ازبک‌ها، ترکمن‌ها و سایر اقلیت‌ها | ۷۹ درصد         |
| ۴    | ترکیه            | ۲۵                 | کردهای ترکیه و زازاهای ترکیه                                      | ۳۰ درصد         |
| ۵    | ازبکستان         | ۱۰                 | تاجیک‌های ازبکستان                                                 | ۲۵ درصد         |
| ۶    | آذربایجان        | ۹                  | تمام مردم جمهوری آذربایجان به جز اقوام قفقازی و روس‌ها             | ۹۵ درصد         |
| ۷    | تاجیکستان        | ۸                  | تمام مردم تاجیکستان به جز ازبک‌ها، قرقیزها و سایر اقلیت‌ها          | ۸۵ درصد         |
| ۸    | عراق             | ۶                  | کردهای عراق و لرهای عراق                                          | ۱۵ درصد         |
| ۹    | سوریه            | ۳                  | کردهای سوریه                                                      | ۱۵ درصد         |
| ۱۰   | روسیه            | ۱٫۵                | مردم آسی، مردم آذری، تاجیک‌ها، تات‌ها و تالش‌ها                      | ۱ درصد          |
| ۱۱   | گرجستان          | ۰٫۳                | مردم آذری و مردم آسی                                              | ۱۰ درصد         |
| ۱۲   | بحرین            | ۰٫۱                | ایرانیان بحرین (لرها و مردم اچمی)                                 | ۵ درصد          |
| ۱۳   | چین              | ۰٫۰۵               | تاجیک‌های چین و مردم پامیری                                        | ناچیز           |
| ۱۴   | قرقیزستان        | ۰٫۰۵               | تاجیک‌های قرقیزستان                                                | ۱ درصد          |
| ۱۵   | عمان             | ۱٫۷                | مردم بلوچ                                                         | ۳۳٫۳ درصد       |
| ۱۶   | جوامع دور از وطن | ۱۵                 | ایرانی‌ها، افغان‌ها، کردها، بلوچ‌ها و سایر جوامع دور از وطن          | -               |
| کل   | مردمان ایرانی    | ۲۲۵                | مردمان هندوآریایی و مردمان هندوایرانی                             | -               |

## تاریخچه

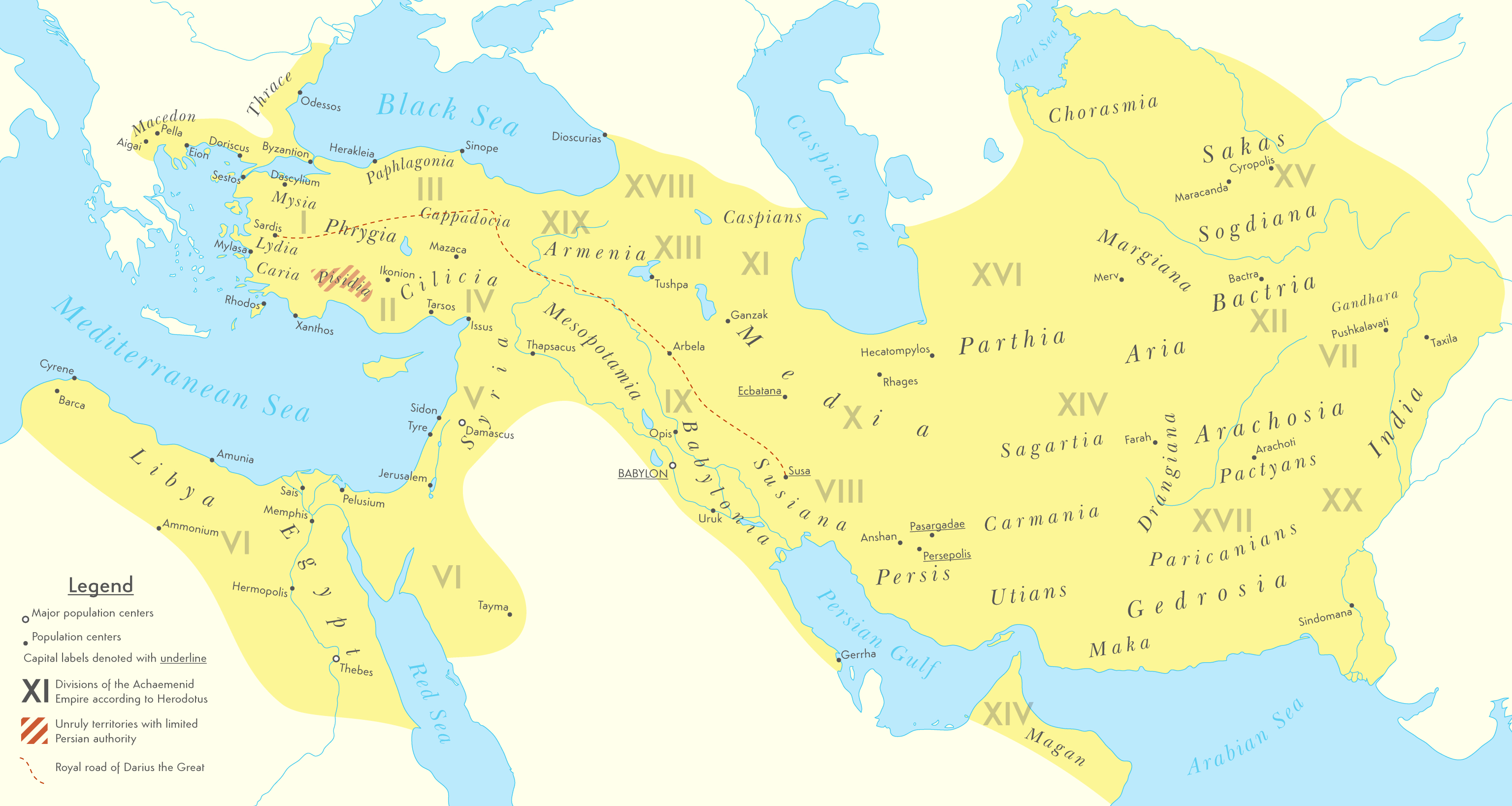
شاهنشاهی هخامنشی در بزرگ‌ترین گسترهٔ خود در عهد داریوش بزرگ

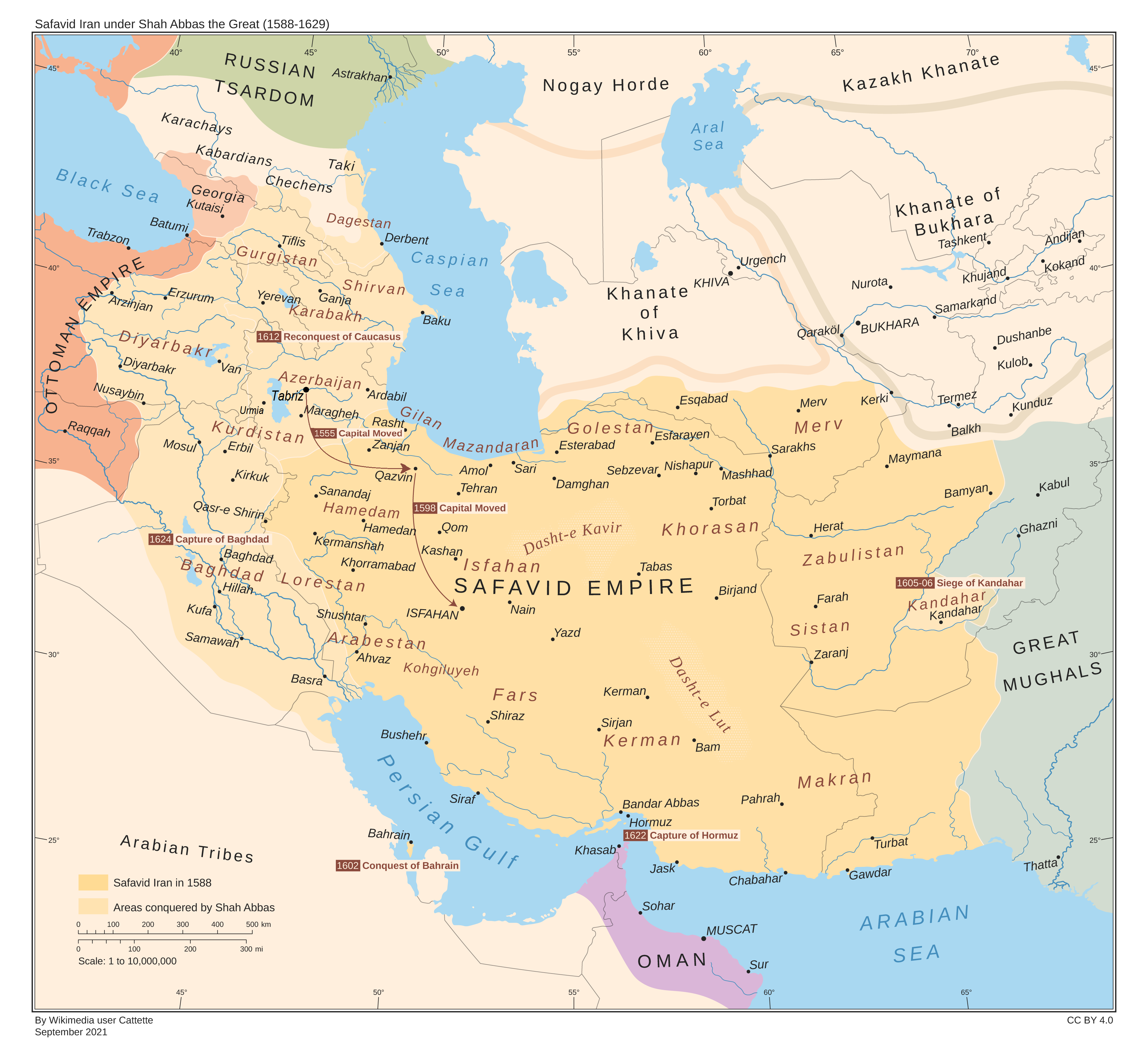
شاهنشاهی صفوی در بزرگ‌ترین گسترهٔ خود در عهد شاه عباس

از اواخر هزاره دوم پیش از میلاد تا اوایل هزاره اول پیش از میلاد، ایرانیان از مناطق مرکزی استپ اوراسیا به نقاط دیگر گسترش یافتند. مردمان ایرانی مانند مادها، پارس‌ها، پارت‌ها و باختری‌ها در فلات ایران ساکن شدند. قبایل سکایی به همراه کیمری‌ها، سرمتی‌ها و آلان‌ها در استپ پونتی‌کاسپی، دشت بزرگ مجارستان، غرب سیبری، و شمال بالکان ساکن شدند. سایر قبایل سکایی، مانند سکا نیز، از سمت شرق تا حوضه تاریم گسترش یافتند.
در هزاره یکم پس از میلاد، جمعیت ایرانیان ساکن در استپ‌های اوراسیا، به علت گسترش قوم‌های اسلاو، ژرمن، ترک و مغول به‌طور قابل توجهی کاهش یافت. بسیاری از آنها در معرض اسلاوی شدن و ترکی شدن قرار گرفتند. در نتیجه این روند، جمعیت ایرانیان بیشتر در فلات ایران متمرکز شد.

### حکومت‌های تاریخی مرتبط با مردمان ایرانی
- ایلامیان (۳۲۰۰–۵۳۹ پ. م)
- پادشاهی ماد (۶۷۸–۵۴۹ پ. م)
- شاهنشاهی هخامنشی (۵۵۰–۳۳۰ پ. م)
- پادشاهی کاپادوکیه (۳۳۱ پ. م – ۱۷ م)
- پادشاهی پونتوس (۲۸۱ پ. م – ۶۲ م)
- شاهنشاهی اشکانی (۲۴۷ پ. م – ۲۲۴ م)
- شاهنشاهی ساسانی (۲۲۴–۶۵۱ م)
- پادشاهی میشان (۱۴۱ پ. م – ۲۲۲ م)
- پادشاهی سورن (۱۹–۲۲۶ م)
- شاهنشاهی کوشان (۳۰–۳۷۵ م)
- پادشاهی ختن (۵۶–۱۰۰۶ م)
- رستمیان (۷۷۷–۹۰۹ م)
- طاهریان (۸۲۱–۸۷۳ م)
- سامانیان (۸۱۹–۹۹۹ م)
- صفاریان (۸۶۱–۱۰۰۳ م)
- غوریان (۸۷۹–۱۲۱۵ م)
- سلاریان (۹۱۹–۱۰۶۲ م)
- بنو الیاس (۹۳۲–۹۶۸ م)
- زیاریان (۹۳۰–۱۰۹۰ م)
- آل بویه (۹۳۴–۱۰۶۲ م)
- روادیان (۹۵۵–۱۰۷۱ م)
- آل کاکویه (۱۰۰۸–۱۱۴۱ م)
- ایوبیان (۱۱۷۱–۱۳۴۱ م)
- الیاس‌شاهیان (۱۳۴۲–۱۴۱۴ م)
- بهمن‌شاهیان (۱۳۴۷–۱۵۲۷ م)
- صفویان (۱۵۰۱–۱۷۳۶ م)
- افشاریان (۱۷۳۶–۱۷۵۴ م)
- زندیان (۱۷۵۱–۱۷۹۴ م)
- دودمان پهلوی (۱۹۲۵–۱۹۷۹ م)

## دین
- اسلام دین اکثریت[۶۶]

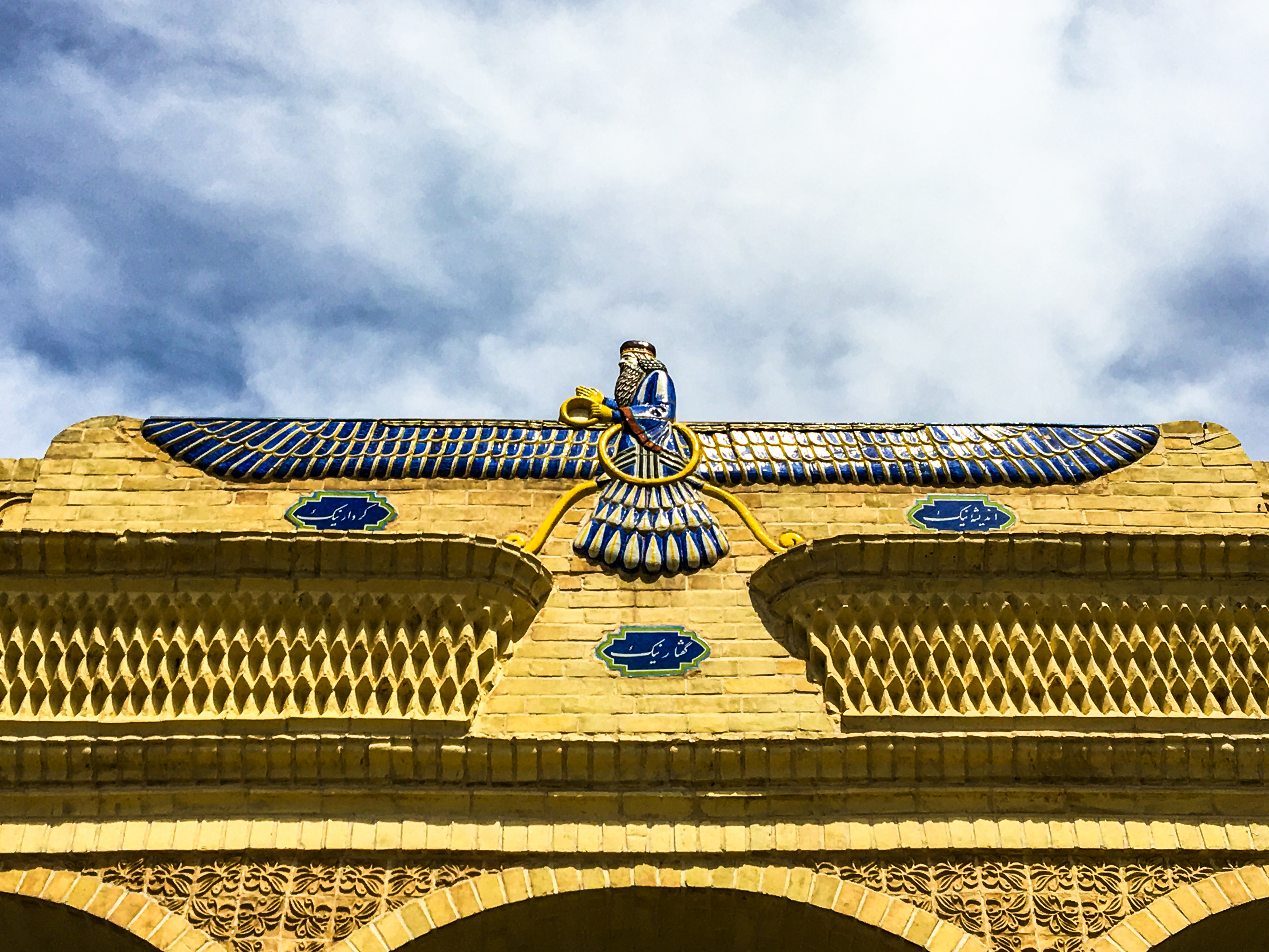
نماد فروهر

- مهرپرستی دین بسیار قدیمی و منقرض شده
- دین زرتشت دین غالب ایران در دوران باستان
- ایزدی دین قدیمی و باستانی در میان اقلیتی از کردها
- یارسان (اهل حق، کاکه‌ای) رایج در میان کردها، لک‌ها، آذری‌ها و جمعیت کمی از فارس‌ها
- بهائیت
- مسیحیت (کلیسای مشرق) دین اقلیت ولی با سابقهٔ تاریخی در ایران
- یهودیت
- بودایی دین رایج بین ایرانیان شرقی در دوران پیش از اسلام
- مانوی
- مزدکیه
- زروانی فرقهٔ بدعت‌گذار زرتشتی که از زرتشتیان جدا شدند[۶۷]
- خداناباوری و ندانم‌گرایی

## زبان‌ها

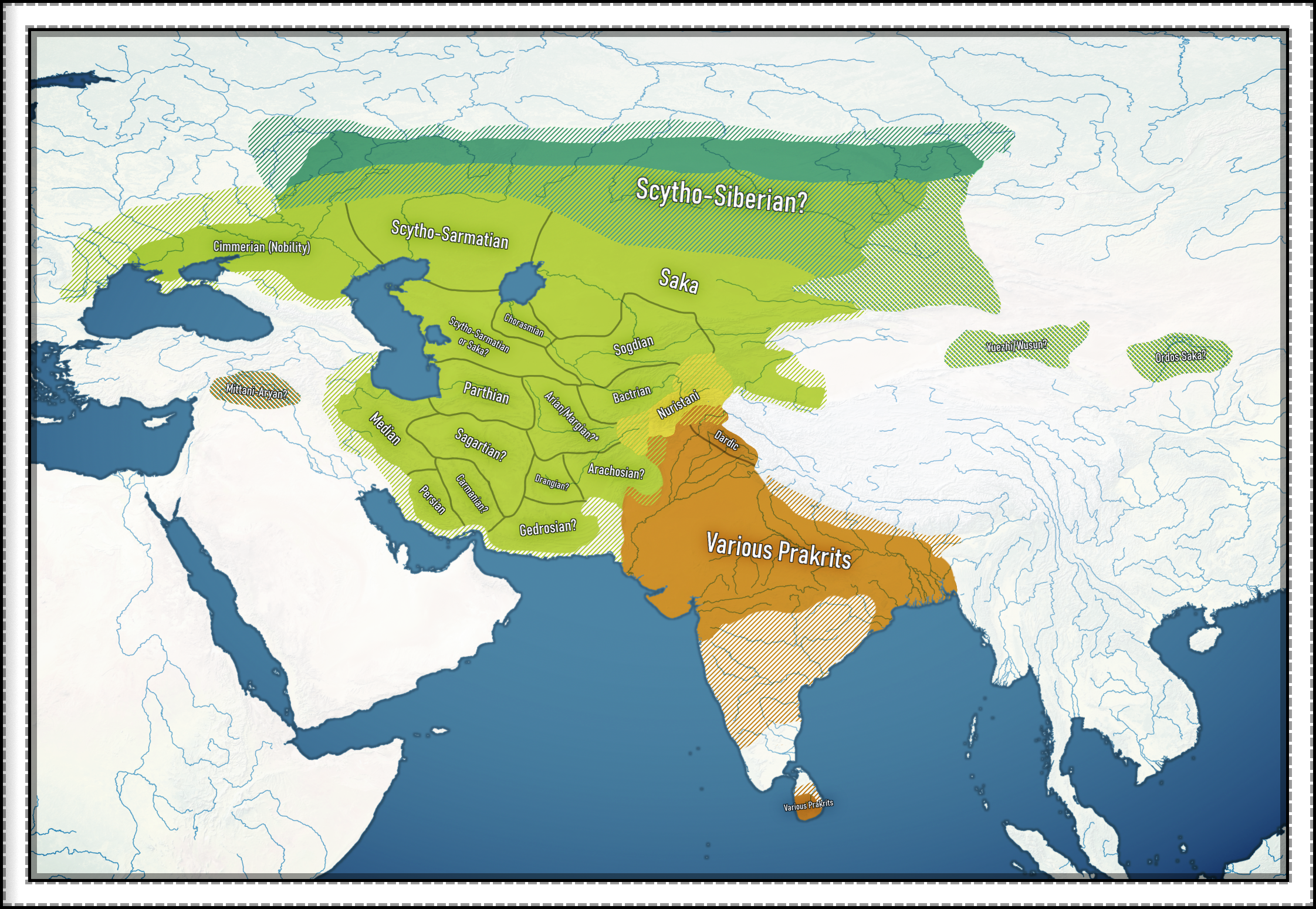
توزیع پیشین گویش‌های فرضی و گواهی شده هندوایرانی:
ایرانی
هندوآریایی
تایید نشده/پارا هندوایرانی
نورستانی
زبان آناتولی: میتانی

### زبان‌های کهن ایرانی
در میان زبان‌های کهن ایرانی، تنها دو زبان اوستایی و آذری از روی متون نوشته شده، شناخته شده‌اند. قدیم‌ترین بخش این نوشته‌ها مربوط به قرن ششم پیش از میلاد است. زبان اوستایی در شمال شرق ایران و آذری در شمال غرب ایران استفاده می‌شد. بیشترین، زبان‌های ایرانی کنونی از این دو زبان سرچشمه گرفته‌اند.

### زبان‌های میانه ایرانی

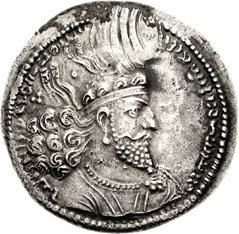
سکه هرمز اول ساسانی

زبان‌های میانه ایرانی، به‌طور کلی به دو دستهٔ زبان‌های ایرانی شرقی و زبان‌های ایرانی غربی تقسیم می‌شوند:
۱- شرقی: باختری (بلخی)، تخاری، سغدی، ختنی و خوارزمی
۲- غربی: پهلوی اشکانی و پهلوی ساسانی (پارسی میانه)

### زبان‌های نو ایرانی
زبان‌های ایرانی نو در ایران و افغانستان متمرکزند. نمایندگانی از این زبان‌ها را در تاجیکستان، عراق، سوریه، ترکیه، ازبکستان، ترکستان چین و شبه‌قاره هند هم می‌توان یافت.
با آن که امروزه فارسی، زبان مشترک و رسمی سه کشور ایران، افغانستان و تاجیکستان است، سایر زبان‌های نو ایرانی، نیز به دو دستهٔ شرقی و غربی تقسیم می‌شوند:
۱- شرقی: پشتو، آسی، زبان‌های پامیری، پراچی و …
۲- غربی: فارسی، لری، آذربایجانی، لکی، کردی، تبری، تاتی، بلوچی، گیلکی، تالشی، اَچُمی و …

## گروه‌های قومی ایرانی‌تبار و مرتبط با مردمان ایرانی
|       |       |           |           |           |           |           |           |           |           |                        |                        |                        |                        |                        |                        |                     |                     |                     |                     | هندواروپایی        |                    |                    |                    |  |  |         |         |          |          |          |          |          |          |        |        |        |        |        |        |        |        |        |        |           |           |           |           |           |           |        |        |  |  |  |  |  |  |  |  |  |  |  |  |  |  |
|       |       |           |           |           |           |           |           |           |           |                        |                        |                        |                        |                        |                        |                     |                     |                     |                     |                    |                    |                    |                    |  |  |         |         |          |          |          |          |          |          |        |        |        |        |        |        |        |        |        |        |           |           |           |           |           |           |        |        |  |  |  |  |  |  |  |  |  |  |  |  |  |  |
|       |       |           |           |           |           |           |           |           |           |                        |                        |                        |                        |                        |                        |                     |                     |                     |                     |                    |                    |                    |                    |  |  |         |         |          |          |          |          |          |          |        |        |        |        |        |        |        |        |        |        |           |           |           |           |           |           |        |        |  |  |  |  |  |  |  |  |  |  |  |  |  |  |
|       |       |           |           |           |           |           |           |           |           |                        |                        |                        |                        | هندوایرانی (آریایی)    | هندوایرانی (آریایی)    | هندوایرانی (آریایی) | هندوایرانی (آریایی) | هندوایرانی (آریایی) | هندوایرانی (آریایی) |                    |                    |                    |                    |  |  | اروپایی | اروپایی | اروپایی  | اروپایی  | اروپایی  | اروپایی  |          |          |        |        |        |        |        |        |        |        |        |        |           |           |           |           |           |           |        |        |  |  |  |  |  |  |  |  |  |  |  |  |  |  |
|       |       |           |           |           |           |           |           |           |           |                        |                        |                        |                        | هندوایرانی (آریایی)    | هندوایرانی (آریایی)    | هندوایرانی (آریایی) | هندوایرانی (آریایی) | هندوایرانی (آریایی) | هندوایرانی (آریایی) |                    |                    |                    |                    |  |  | اروپایی | اروپایی | اروپایی  | اروپایی  | اروپایی  | اروپایی  |          |          |        |        |        |        |        |        |        |        |        |        |           |           |           |           |           |           |        |        |  |  |  |  |  |  |  |  |  |  |  |  |  |  |
|       |       |           |           |           |           |           |           |           |           |                        |                        |                        |                        |                        |                        |                     |                     |                     |                     |                    |                    |                    |                    |  |  |         |         |          |          |          |          |          |          |        |        |        |        |        |        |        |        |        |        |           |           |           |           |           |           |        |        |  |  |  |  |  |  |  |  |  |  |  |  |  |  |
|       |       |           |           |           |           |           |           |           |           | ایرانوآریایی (ایرانیک) | ایرانوآریایی (ایرانیک) | ایرانوآریایی (ایرانیک) | ایرانوآریایی (ایرانیک) | ایرانوآریایی (ایرانیک) | ایرانوآریایی (ایرانیک) |                     |                     | هندوآریایی (اندیک)  | هندوآریایی (اندیک)  | هندوآریایی (اندیک) | هندوآریایی (اندیک) | هندوآریایی (اندیک) | هندوآریایی (اندیک) |  |  |         |         | نورستانی | نورستانی | نورستانی | نورستانی | نورستانی | نورستانی |        |        |        |        |        |        |        |        |        |        |           |           |           |           |           |           |        |        |  |  |  |  |  |  |  |  |  |  |  |  |  |  |
|       |       |           |           |           |           |           |           |           |           | ایرانوآریایی (ایرانیک) | ایرانوآریایی (ایرانیک) | ایرانوآریایی (ایرانیک) | ایرانوآریایی (ایرانیک) | ایرانوآریایی (ایرانیک) | ایرانوآریایی (ایرانیک) |                     |                     | هندوآریایی (اندیک)  | هندوآریایی (اندیک)  | هندوآریایی (اندیک) | هندوآریایی (اندیک) | هندوآریایی (اندیک) | هندوآریایی (اندیک) |  |  |         |         | نورستانی | نورستانی | نورستانی | نورستانی | نورستانی | نورستانی |        |        |        |        |        |        |        |        |        |        |           |           |           |           |           |           |        |        |  |  |  |  |  |  |  |  |  |  |  |  |  |  |
|       |       |           |           |           |           |           |           |           |           |                        |                        |                        |                        |                        |                        |                     |                     |                     |                     |                    |                    |                    |                    |  |  |         |         |          |          |          |          |          |          |        |        |        |        |        |        |        |        |        |        |           |           |           |           |           |           |        |        |  |  |  |  |  |  |  |  |  |  |  |  |  |  |
|       |       |           |           |           |           |           |           |           |           |                        |                        |                        |                        |                        |                        |                     |                     |                     |                     |                    |                    |                    |                    |  |  |         |         |          |          |          |          |          |          |        |        |        |        |        |        |        |        |        |        |           |           |           |           |           |           |        |        |  |  |  |  |  |  |  |  |  |  |  |  |  |  |
|       |       | شاخهٔ شرقی | شاخهٔ شرقی | شاخهٔ شرقی | شاخهٔ شرقی | شاخهٔ شرقی | شاخهٔ شرقی |           |           |                        |                        |                        |                        |                        |                        |                     |                     |                     |                     |                    |                    |                    |                    |  |  |         |         |          |          |          |          |          |          |        |        |        |        |        |        |        |        |        |        | شاخهٔ غربی | شاخهٔ غربی | شاخهٔ غربی | شاخهٔ غربی | شاخهٔ غربی | شاخهٔ غربی |        |        |  |  |  |  |  |  |  |  |  |  |  |  |  |  |
|       |       | شاخهٔ شرقی | شاخهٔ شرقی | شاخهٔ شرقی | شاخهٔ شرقی | شاخهٔ شرقی | شاخهٔ شرقی |           |           |                        |                        |                        |                        |                        |                        |                     |                     |                     |                     |                    |                    |                    |                    |  |  |         |         |          |          |          |          |          |          |        |        |        |        |        |        |        |        |        |        | شاخهٔ غربی | شاخهٔ غربی | شاخهٔ غربی | شاخهٔ غربی | شاخهٔ غربی | شاخهٔ غربی |        |        |  |  |  |  |  |  |  |  |  |  |  |  |  |  |
|       |       |           |           |           |           |           |           |           |           |                        |                        |                        |                        |                        |                        |                     |                     |                     |                     |                    |                    |                    |                    |  |  |         |         |          |          |          |          |          |          |        |        |        |        |        |        |        |        |        |        |           |           |           |           |           |           |        |        |  |  |  |  |  |  |  |  |  |  |  |  |  |  |
| سکاها | سکاها | سکاها     | سکاها     | سکاها     | سکاها     | خوارزمیان | خوارزمیان | خوارزمیان | خوارزمیان | خوارزمیان              | خوارزمیان              | سغدیان                 | سغدیان                 | سغدیان                 | سغدیان                 | سغدیان              | سغدیان              | تخاریان             | تخاریان             | تخاریان            | تخاریان            | تخاریان            | تخاریان            |  |  |         |         | مادها    | مادها    | مادها    | مادها    | مادها    | مادها    | پارس‌ها | پارس‌ها | پارس‌ها | پارس‌ها | پارس‌ها | پارس‌ها | پارت‌ها | پارت‌ها | پارت‌ها | پارت‌ها | پارت‌ها    | پارت‌ها    | داردها    | داردها    | داردها    | داردها    | داردها | داردها |  |  |  |  |  |  |  |  |  |  |  |  |  |  |

#### مردمان ایرانی باستان
- سکاها
- پارتی‌ها
- سرمتی‌ها
- رکسلان‌ها
- سیراک‌ها
- یازیگ‌ها
- آلان‌ها
- سغدی‌ها
- هون‌های ایرانی
- هون‌های سفید
- کیمری‌ها
- کیدارها
- خیون‌ها
- داهان‌ها
- باختری‌ها
- ماساگت‌ها
- کادوسی‌ها
- مردم پهلوا
- مردم کمبوجه
- پارس‌ها
- مادها
- اوتی‌ها

#### مردمان ایرانی امروزی
* فارسی زبانان
- مردم کرد
- مردم زازا
- مردم لر
- مردم بختیاری
- مردم لک
- مردم آذری
- مردم گیلک
- مردم سیستانی
- مردم مازندرانی
- مردم تالشی
- تات‌های ایران
- تات‌های قفقاز
- مردم اچمی
- مردم کمزاری
- مردم بلوچ
- مردم سگاری
- مردم شیرازی
- مردم مادار
- مردم آسی
- مردم یاسی
- مردم پامیری
- مردم یغنابی
- پارسیان هند
- اعراب پارسی
- بحرانی‌ها
- مردم پشتون
- مردم تاجیک
- مردم وخی
- مردم سریکالی
- مردم کالاش
- مردم نورستانی
- مردم پشه‌ای
- ایرانیان مقیم خارج
  - ایرانیان بحرین
  - ایرانیان کویت

### مردم یاسی
مردم یاسی گروهی از مردمان ایرانی از تیره سکاها هستند که در قرن سیزدهم به دنبال حمله مغول از سرزمین‌های شرقی‌تر و قفقاز به همراه کومان‌ها راهی دشت مجارستان شدند. یاسی‌ها از دیرباز در ناحیه یاس‌برنی زندگی می‌کنند و تا سده پانزدهم به گویش یاسی از زبان آسی سخن می‌گفتند. امروزه این زبان فراموش شده ولی یاسی‌ها ویژگی‌های فرهنگی-نژادی خود را هنوز نگاه داشته‌اند. امروزه جمعیت یاسی‌های مجارستان در حدود ۲۰۰ هزار نفر است.

### شیرازی‌های شرق آفریقا

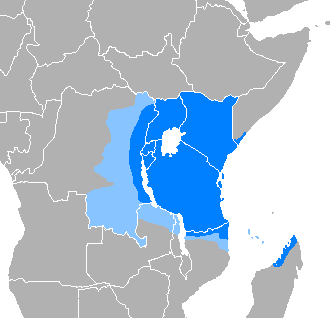
گسترهٔ زبان سواحیلی در آفریقای شرقی

شیرازی‌های شرق آفریقا قومی از ساکنان سواحیل و جزیره‌های نزدیک آن در اقیانوس هند است که اغلب در زنگبار، پمبا و مجمع‌الجزایر قمر زندگی می‌کنند. شیرازی‌ها به دلیل کمک به گسترش اسلام در سواحیل و نقشی که در تأسیس سلطنت‌های جنوبی سواحیلی مانند موزامبیک و آنگوچه داشتند، و به دلیل نفوذشان در توسعه زبان سواحیلی و ثروتشان مشهور هستند.
بنابر بررسی ژنتیکی محققان دانشگاه فلوریدای جنوبی و هاروارد، اجداد نیمی از مردم سواحلی در ساحل شرق آفریقا، بازرگانان ایرانی هستند. بررسی‌های ژنتیکی نشان می‌دهد که تمدن مرفه اهالی سواحلی در زمان قرون وسطی تا حد بسیار زیادی از زنان آفریقایی و مردان ایرانی که برای تجارت به آن سرزمین رفته بودند، نشات گرفته است.

### مردم آذری
مردم آذری احتمالاً از قبایل باستان ایرانی، مانند مادها هستند.
برای بررسی تنوع ملکولی mtDNA در جمعیت آذری‌های ایران، ۱۳۳ نمونه فرد آذری که در نقاط مختلف منطقه آذربایجان (ایران) ساکن بودند انتخاب گردیدند. خون این افراد برای تخلیص mtDNA جمع‌آوری گردید و mtDNA تخلیص شده با استفاده از روش PCR-RFLP مورد مطالعه قرار گرفت. ۱۴ هاپلوگروپ مورد شناسائی قرار گرفت که ۸۲٪ آنها از هاپلوگروپ‌های اختصاصی اروپائی بودند. هاپلوگروپ H شایع‌ترین هاپلوگروپ بود و ۷۹ هاپلوتیپ نیز مشخص شدند. در این مطالعه جمعیت آذری‌های ایران یک جمعیت نامتجانس مشاهده گردیدند که تمامی هاپلوگروپ‌های آسیائی، اروپائی و آفریقائی در آنها مشاهده گردید. مقایسه هاپلوگروپ‌های مطالعه حاضر با جمعیت‌های دیگر نشان دهنده تشابه بسیار جمعیت آذری ایران با سایر جمعیت‌های ایرانی بود. ارتباط ژنتیکی قوی بین کردها و آذری‌های ایران وجود دارد، آزمایش‌های ژنتیکی صورت گرفته تفاوت معنی داری بین این جمعیت‌ها و سایر اقوام عمده ایران نشان نداد. با توجه به نتایج فعلی، به نظر می‌رسد کردهای امروزی و آذری‌های ایران متعلق به یک ریشه ژنتیکی مشترک هستند.

### مردم تات
تات‌های قفقاز یا تات‌های شمالی یکی از قوم‌های ایرانی‌تبار و شاخه‌ای از فارسی‌زبانان بومی قفقاز هستند.

### مردم آسی
آسی‌ها یا اوستیایی‌ها قومی ایرانی و بومی منطقه‌ای در رشته‌کوه قفقاز به نام اوستیا هستند.

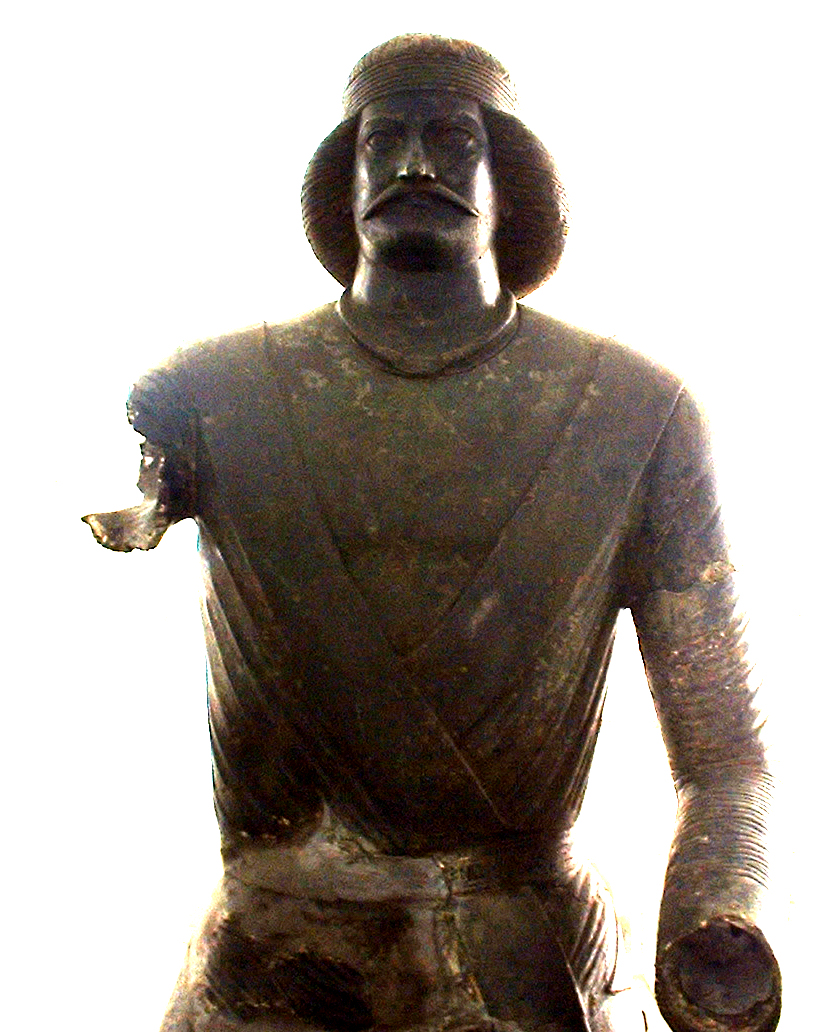
مجسمه برنزی یک اشراف‌زاده اشکانی، موزه ملی ایران

## گروه‌های قومی تأثیر گرفته از مردمان ایرانی‌تبار

### مردم کروات و مردم صرب
کروات‌ها و صرب‌ها بنا به تعداد زیادی از مطالعه‌ها ریشه ایرانی دارند. فرضیه جالب و بحث‌برانگیز که ۲۰۰ سال پیش توسط پروفسور یوسیپ میکوزی بلومنتال مطرح شد؛ تاکنون منجر به ارایه‏ ۲۴۹ مقاله تحقیقی، علمی و چاپ آن در نشریات مختلف توسط ۱۲۰ استاد کروات و غیر کروات شده است. او در پایان‌نامه خویش در سال ۱۷۹۷، ایرانی بودن کروات‌ها را مورد بررسی قرار داد و نتیجه گرفت که کروات‌های امروزی از بخش غربی ایران باستان مهاجرت کرده‌اند. کروات در زبان اوستایی به معنی دوستانه است و بر اساس برخی شواهد و مطالعه‌های تاریخی، کروات‌ها از ۱۷۰۰ سال پیش از سرزمین مادری خود ایران به سمت شبه جزیره بالکان حرکت کردند و در صربستان و کرواسی و بوسنی امروزی ساکن شدند. علت این مهاجرت سرکوب پیروان دین مانوی در دوران ساسانی بوده است. بر مبنای اسناد قدیمی، کروات‌ها و صرب‌ها دارای اصلیت ایرانی هستند که بعدها به اسلاوها ملحق شدند. هم کروات‌ها و هم صرب‌ها به‌طور تقریبی هم‌زمان مهاجرت کردند و برای تمیز دادن خود از سایر اقوام دستمالی به دور گردن خود می‌بستند که بعدها به کراوات معروف شد. این دستمال در پرچم کرواسی هم وجود دارد. محمود احمدی‌نژاد، رئیس‌جمهور اسبق ایران اذعان کرده بود که این نظریه ممکن است توضیح قابل اعتمادی برای منشأ کروات‌ها که به صورت تاریخی خیلی نزدیک به صرب‌ها زندگی می‌کنند، نیز باشد. زبان‌های کرواتی و صربی هم‌اکنون بیش از ۳۰۰۰ واژه از زبان پارسی دارند که حدود ۷۰۰ تا از این واژه‌ها به‌طور فعال در زبان کنونی صربی-کرواتی به کار برده می‌شود.

### مردم لهستان

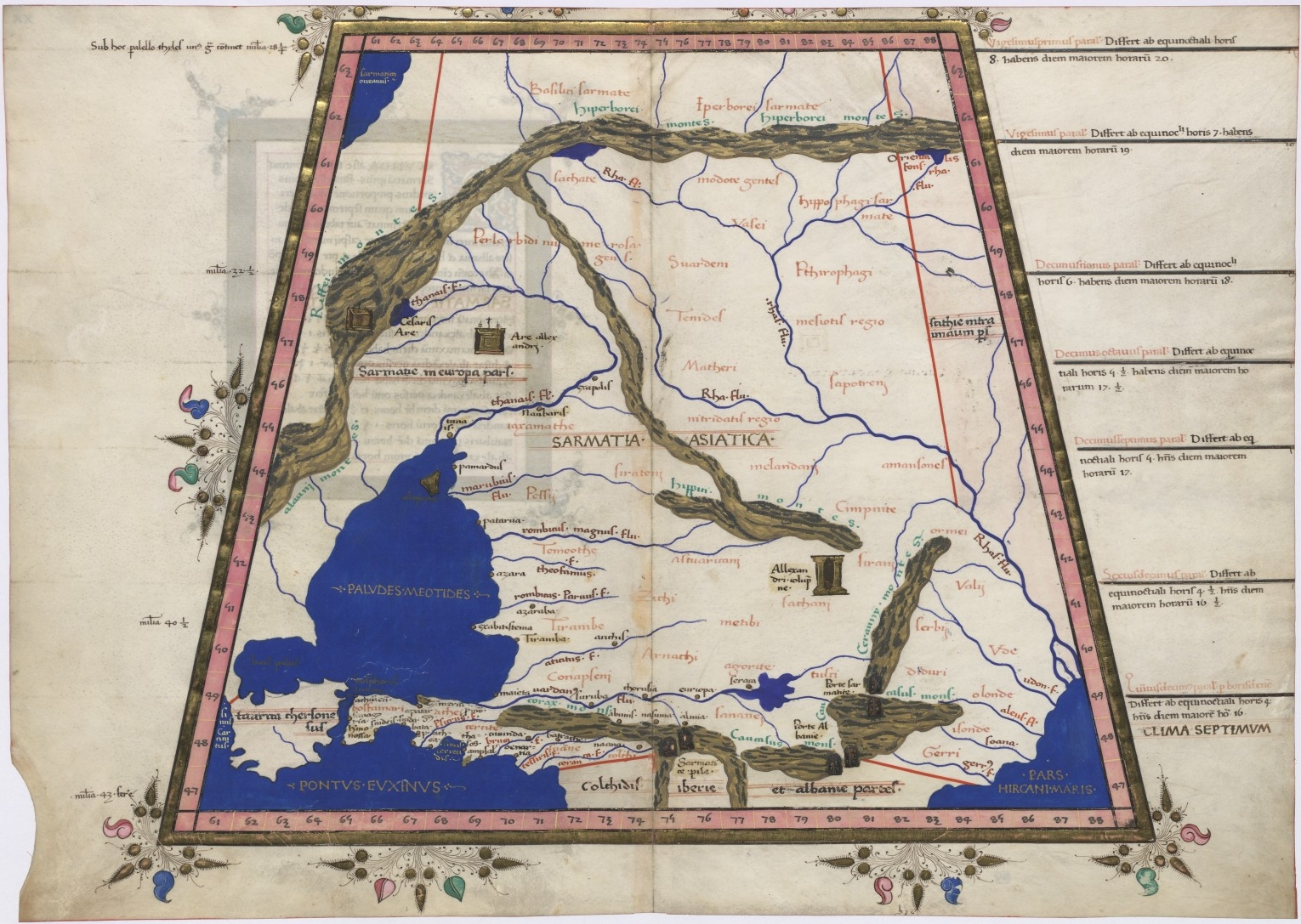
در نقشه‌ای که بر پایه کتاب جغرافیای بطلمیوس در سده پانزدهم میلادی بازآفرینی شده است، سلمستان آسیایی (Sarmatia Asiatica) در بخش میانی روسیه و سرزمین دوک‌نشین بزرگ لیتوانی سابق، سلمستان اروپایی (Sarmatia Europea) نام دارد.

سرمتی‌گرایی مفهومی نژادی-فرهنگی است که می‌کوشد خاستگاه لهستان را به قوم ایرانی سرمت، تیره‌ای از سکاها که در تاریخ کهن ایران آنان را از تبار سلم (سرم) یکی از سه پسر فریدون دانسته‌اند، پیوند بزندد. برپایهٔ این نظریه هستهٔ اصلی مشترک‌المنافع لهستان–لیتوانی ایرانی‌تبار بوده‌اند. نخستین بار در سدهٔ پانزدهم میلادی، یان دلوگوش از واژهٔ سرمتی‌گرایی در نگارش تاریخ خود استفاده کرد. او سرمی‌ها را با لهستان پیش از تاریخ مرتبط دانست. سرمتی‌گرایی تأثیرات فراوانی بر فرهنگ، شیوهٔ زندگی و ایدئولوژی نخبگان و نجیب‌زادگان لهستان گذاشته بود. آنها به اسلاوها به چشم تحقیر می‌نگریستند، و همین عاملی شد که در آینده که پان‌اسلاویسم روسی مطرح شد با آن از در ضدیت درآمد.

### مردم بلغار
بلغارها قومی آمیخته از مردمان ترک‌تبار و ایرانی‌تبار (سکایی-سرمتی) بودند که در مسیر مهاجرت، اقوام دیگری را نیز در خود حل کرده بودند.

### مردم اویغور
اسناد و مدارک تاریخی نشان می‌دهند که منطقه سین‌کیانگ پیش از سکونت مهاجران مغول و اقوام ترک، سرزمینی ایرانی بوده که اقوام و قبیله‌های ایرانی مانند سکاها و سغدها با گویش زبان‌های خاور ایران (زبان‌های ایرانی شرقی) در آن زندگی می‌کردند. در کتاب‌های تاریخی از حضور گروه‌هایی از اقوام آریایی در منطقه سین‌کیانگ نام برده شده است. برخی از آنان حکومت محلی نیز داشتند که رواج زبان سغدی از نشانه‌های پایدار فرهنگ ایران باستان در این سرزمین به‌شمار می‌آید. همچنین گذر جاده ابریشم از این منطقه سبب شده نژادهای گوناگون با فرهنگ‌های گوناگون در آن ساکن شوند و هم‌زیستی مسالمت‌آمیزی داشته باشند که گردهمایی فرهنگ‌های متنوع آسیایی بر غنای فرهنگی آن افزوده است. در این بین زبان و فرهنگ ایرانی به دلیل پیشینه طولانی و توسعه خود حرف اول را می‌زده است. در سال ۸۴۰ میلادی به دلیل قحطی و خشک‌سالی و بحران اجتماعی در مغولستان، بسیاری از مغول‌ها به سین‌کیانگ کوچ کردند. از آمیزش مهاجران و دیگر اقوام ترک با ساکنان بومی یعنی سکاها و آریایی‌ها نژاد تازه‌ای به وجود آمد که بعدها به اویغورها شناخته شدند. در اثر افزایش شمار مهاجران، جمعیت قبایل آریایی و ایرانی که به زبان‌های شرقی ایرانی صحبت می‌کردند کاهش یافت و به تدریج در جمعیت غالب، همگون‌سازی فرهنگی شدند.

### مردم ازبک
برابر تاریخ قوم ازبک به عنوان قومی مرکب و برآمده از فارسی زبانان ایرانی‌تبار آسیای میانه و تُرک تبارهای زردپوست و چشم بادامی آسیای میانه پیشینه تاریخی چندانی ندارد و بیشتر آن‌ها تاجیک‌هایی هستند که در ۲۰۰ سال اخیر ترک‌زبان شده‌اند. جمعیت امروزی ازبک‌ها نشان دهنده درجات مختلفی از تنوع ناشی از ترافیک بالای مسیرهای هجوم از طریق آسیای مرکزی می‌باشند. هنگامی که جمعیت موجود در آسیای مرکزی توسط قبایل ایرانی و سایر مردم هندواروپایی و همین‌طور چندین حمله شدید از ناحیه مغول‌ها تحت تأثیر قرار گرفت. بر اساس مطالعات اخیر ژن‌شناسی دانشگاه آکسفورد، ژن ازبک‌ها ترکیبی از مردمان ایرانی و مغول‌ها است.

### مردم باشقیر
شناخت اصالت و ریشه و تبار باشقیر تا حد زیادی پیچیده است. منطقه اصلی زندگی باشقیرها جنوب شرقی اورال و استپ‌های مجاور بوده که از دیرباز به مردمانی با تبارهای گوناگون و ریشه‌های نژادی فرهنگی متفاوت تعلق داشته است. در زمینه ریشه نژادی باشقیرها به صورت کلی سه نظریه اصلی و برجسته وجود دارد. برخی منابع آن‌ها را ایرانی دانسته‌اند.

### مردم هزاره
بررسی ژنتیکی و زبانی نشان می‌دهد که هزاره‌ها از نظر نژادی مخلوطی از مردمان مغول و ایرانی هستند. زبان مردمان هزاره فارسی با لهجه هزارگی است.

### مردم آینو
در زمان ساسانیان پس از هجوم اعراب به ایران، گروهی از مردم ایران به چین و ژاپن مهاجرت کردند این مطلب مورد تأیید بسیاری از تاریخ نگاران از جمله کریستین‌سن در کتاب ایرانیان در زمان ساسانیان می‌باشد. قومی به همین نام (قوم آینو یا عبدال (عبدالله)) در شرق چین زندگی می‌کنند این اقوام ایرانی هستند. زبان آینو از ریشه ایرانی است و به خاطر تبعیض نژادی شدید در آستانه نابودی است. قومی که به نام مردم آینو یا عبدال (عبدالله) در غرب چین در سین کیانگ در حوضه تاریم زندگی می‌کنند و ایرانی هستند؛ تلفظ شمارش اعداد آن‌ها به‌طور کامل به فارسی است. جمعیت آن‌ها بین ۳۰ تا ۵۰ هزار نفر تخمین زده می‌شود.

### مردم آوار
آوارهای اوراسیایی مردمانی کوچ‌نشین با ترکیبی از نژادهای گوناگون بودند. بر پایه پژوهش‌های آندراس رونا تاس قوم آوار در آسیای میانه در قرون باستان از ادغام چند قبیله شکل گرفته است. به تازگی برخی پژوهش‌ها اشاره کرده‌اند که آوارها به یکی از زبان‌های ایرانی سخن می‌گفته‌اند.

## ناحیه‌های جغرافیایی مرتبط با مردمان ایرانی

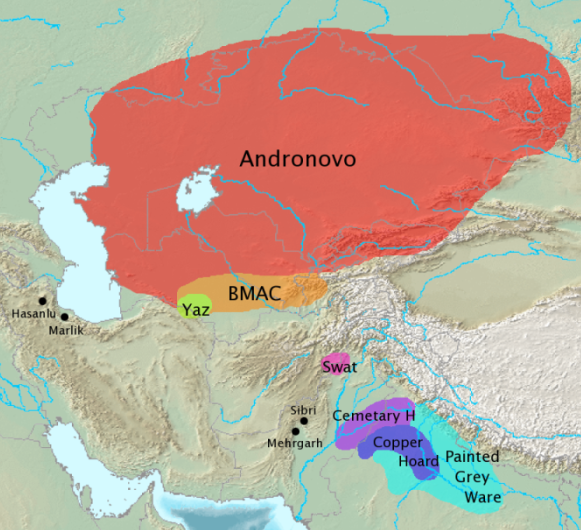
فرهنگ‌های باستان‌شناختی مرتبط با مهاجرت هندوایرانی‌ها

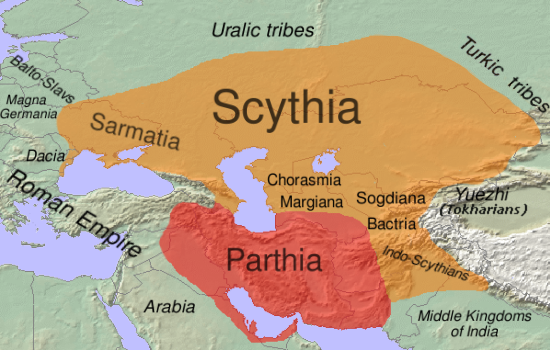
گستره شاهنشاهی اشکانی و سرزمین سکاها در سال ۱۰۰ پ. م

در نوشته‌های تاریخی و ادبی، ایرانی‌ها با کشیدن مرزهایی بین خود و بیگانگان، خودشان را از دیگران متمایز کرده‌اند برای نمونه داریم:
1. ایران و انیران (در دوران ساسانی)
2. ایران و توران (در شاهنامه و ادبیات اساطیری)
3. ایران و روم (در دوران اشکانی و ساسانی)
4. ایرانی و تازی (اعراب)
5. ایران و هندوستان (در دوران نادری)
6. ایران و فرنگستان (در دوران قاجاری برای اشاره به کشورهای مدرن آن روزگار)[۱۰۲]

مهترین نواحی جغرافیایی مرتبط با ایرانیان عبارتند از:
- فلات ایران
- توران
- خراسان
- سیستان
- قهستان
- سکاستان
- داغستان
- باشقیرستان
- آسیای مرکزی
- حوضه تاریم
- فرارود
- داهان
- قفقاز
- تورفان
- ختن
- کاشغر
- مرو
- خوارزم
- اسپیجاب
- فاراب
- طراز
- سمرقند
- بخارا
- بلاساغون
- نسا
- میان رودان
- تیسفون
- شبه جزیره عربستان
- سرزمین جلفاوه
- فلات آناتولی
- شبه قاره هند
- تخارستان
- بالکان
- خاورمیانه
- استپ اوراسیا
- استپ قزاقستان
- استپ پونتیک-کاسپین
- پست‌بوم آرال - کاسپین
- جاده ادویه
- راه ابریشم
- دریای سیاه
- دریای کاسپین
- دریای پارس
- دریای مکران
- دریای عجم
- رود دجله
- رود فرات
- دریاچه خوارزم
- رود وخش
- رود یخشاارته
- رود کورا
- رود ولگا
- رود دن
- رود دنیپر
- رود دانوب
- رود سند

## ژنتیک
تحقیات ژنتیک‌شناسی نشان می‌دهد که مردمان فعلی ایران دارای ساختار ژنتیکی مختلف از اقوام مختلف هستند، که با اولین مردمان کشاورز (حلال حاصلخیز) دارویدی‌ها، مهاجرت آریایی‌ها، و مهاجرت اقوام آلتایی و سامی، به فلات ایران ارتباط دارد.

### اقوام بومی
مردمانی که دارای هاپولگروپ‌های j2 و g2 بودند، دارای بیش از ۹۰۰۰ سال قدمت در فلات ایران هستند. که غالباً کشاورز بودند، و با حلال حاصلخیز ارتباط دارند، آنها ممکن است از اولین مردمانی باشند که کشاورزی می‌کردند.
مردمان فعلی ایران بر اساس تبار پدری دارای ۲۳درصد هاپولگروپ j2 و ۱۱/۷درصد هاپلوگروپ g2 می‌باشند، که روی هم ۳۴/۷درصد از مردمان فعلی ایران از نوادگان ژنتیکی این اقوام بر اساس تبار پدری هستند.

### آریایی‌ها
آریایی‌ها شاخه ای از اقوام هندواروپایی نژاد و مهاجر به فلات ایران بودند، که بنیان‌گذاران سلسه ماد، شاهنشاهی هخامنشی، و شاهنشاهی اشکانی هستند.
هاپولگروپ‌های R1a و R1b بصورت گسترده با اقوام هندواروپایی مرتبط دانسته شده است.
مردم فعلی ایران، دارای ۱۴/۳درصد هاپلوگروپ R1a و ۱۰/۱ درصد هاپولگروپ R1b هستند. که روی هم ۲۴/۴ درصد مردم فعلی ایران از نوادگان اقوام آریایی هستند.

### سامی‌ها
اقوام سامی، مردمانی از نژاد آفرواسیایی هستند که ریشه آنها به شبه جزیره عربستان بر می‌گردد. مهاجرت آنها در دوره‌های مختلفی به فلات ایران رخ داده است. که از مهم‌ترین آنها می‌توان به گسترش اسلام و حملات آشوری‌ها اشاره کرد.
هاپولگروپ‌های E1b و j1 مرتبط با اقوام آفرواسیایی می‌باشد

مردمان فعلی ایران دارای ۸/۸درصد هاپولگروپ e1b و ۸/۴ درصد هاپولگروپ j1 هستند. که روی هم ۱۷/۲ درصد می‌شود.

### پژوهش ژنتیکی دکتر اشرفیان بناب
تحقیقات اخیر ژنتیکی اینجانب نشان می‌دهند که عموم اقوام و گروه‌های جمعیتی ایرانی که در ایران امروزی (و حتی فراتر از مرزهای سیاسی فعلی ایران) ساکن هستند، علیرغم اینکه دارای تفاوتهای جزئی فرهنگی هستند و حتی گاه به زبانهای مختلف هم تکلم می‌کنند، دارای ریشه ژنتیکی مشترکی هستند و این ریشه مشترک به جمعیتی اولیه که در حدود ده تا یازده هزار سال پیش در قسمتهای جنوب غربی فلات ایران ساکن بوده بر می‌گردد.
این مطالعات ژنتیک نشان می‌دهند که شباهت‌های ژنتیکی ما ایرانیان با اروپائیان نه به دلیل مهاجرت اقوامی از اروپا به ایران (در حدود چهار هزار سال قبل) بلکه به دلیل مهاجرت کشاورزان ایرانی به سمت اروپا (در حدود ده هزار سال قبل) می‌باشد.
اندکی تفحص در منابع و مدارک تاریخی موجود نشان می‌دهد که کلمات «آریا و آریائی» به کرات توسط شخصیتهای تاریخی و مورخان داخلی و خارجی مورد استفاده قرار گرفته و دارای معانی مختلفی بوده‌اند، مثلاً به عنوان نامی برای یک جمعیت باستانی در ایران، نامی برای زبان ایران باستان و حتی نامی برای سرزمینی که محل اقامت ایرانیان باستان بوده است به کار رفته است. اسناد و شواهد تاریخی و باستان‌شناسی نشان می‌دهد که آریائیان اقوامی مهاجر نبوده‌اند، بلکه از حدود ده هزار سال قبل در این سرزمین ساکن بوده و مبدأ و منشأ بزرگ‌ترین ابداعات و نو آوریهای انسان مدرن بوده‌اند (از جمله ابداع کشاورزی، پیدایش نخستین روستاها و شهرهای کشف شده در جهان، اهلی کردن حیواناتی چون احشام برای اولین بار، ابداع خط و نگارش و بنیان‌گذاری بزرگ‌ترین و اولین تمدنهای پیشرفته بشری در بسیاری از نقاط ایران مانند جیرفت، سیلک، شهر سوخته).
هر چند بررسی دقیق اینکه آریائیان که بوده‌اند، چه وقت و در کجای سرزمینهای ایران باستان ساکن بوده‌اند نیاز به تحقیقات جامع زبان شناسان، متخصصان تاریخ و باستان‌شناسی دارد، امروزه شواهد مختلفی از جمله یافته‌های باستان‌شناسی و ژنتیک درستی این فرضیه که اقوامی از سرزمینهای دور اروپائی به فلات ایران مهاجرت کرده‌اند را به‌طور جدی مورد سئوال قرار داده و آنرا رد می‌کنند.
باور بنده اینست که برخی انسان شناسان و زبان شناسان اروپائی برای فرضیه نژادپرستانه خود که قصد توضیح و توجیه ریشه مشترک و نحوه گسترش زبانهای هندو-اروپائی و حتی برتری نژادی برخی اروپائیان را داشته است و برای اصالت بخشیدن به این فرضیه خود نیاز به یک نام اصیل و باستانی داشته‌اند و نام «آریائی» را که ریشه در زبانهای سانسکریت و ایران باستان دارد را به امانت گرفته و به نوعی مورد سوء استفاده قرار داده‌اند.
همزمانی این سوء استفاده علمی دانشمندان اروپائی در قرون نوزدهم و بیستم میلادی با سیاستهای ملی گرایانه وقت و تبلیغات وسیع و آموزش اینکه ایرانیان ریشه در جمعیتهای (آریائی) اروپائی دارند، در طول چندین دهه این باور غلط را در ذهن ما ایرانیان ایجاد کرده است که در حدود چهار هزار سال قبل قبایلی که به زبانهای هندو-اروپائی صحبت می‌کرده‌اند (و دانشمندان اروپائی آنها را آریائی نام نهاده‌اند)، از شمال وارد فلات ایران شده و جایگزین اقوام بومی ایران شده‌اند و ما ایرانیان امروزی از اعقاب این آریائیان مهاجر هستیم. استناد این دانشمندان اروپائی تغییر زبان ایرانیان باستان از دراویدی به هندو-اروپائی در حدود چهار هزار سال پیش است.
تحقیقات بسیار جدید و برجسته ژنتیکی و زبان‌شناسی نشان می‌دهند که زبان یک جمعیت براحتی و حتی با حضور فقط ده در صد از مردان مهاجم یا مهاجر که مزیت و برتری نسبی نسبت به جمعیت بومی داشته‌اند تغییر می‌کرده است. این مسئله در کنار شواهد مربوط به تغییرات عمده آب و هوائی و خشکسالی بسیار شدید در فلات ایران که منجر به محو تمدنهای جنوب و جنوب شرقی ایران و مهاجرت وسیع ایرانیان به سمت شمال (در حدود چهار هزارو دویست سال قبل) شده‌اند، می‌توانند براحتی تغییر زبان رایج در ایران (از زبان دراویدی به هندو-اروپائی) را در حدود چهار هزار سال قبل توجیه کنند.
در پایان و به‌طور خلاصه اعتقاد بنده اینست که عموم ما ایرانیان از اعقاب آریائیهائی هستیم که از بیش از ده هزار سال قبل در این سرزمین می‌زیسته‌اند و بزرگ‌ترین تمدنهای انسانی را پایه‌گذاری کرده‌اند و تئوری مهاجرت اقوامی از اروپای شرقی به ایران (که به غلط و حتی عمداً توسط عده ای از دانشمندان اروپائی نام آریائی بر آنها نهاده شده) و جایگزینی اقوام بومی توسط آنان یک فرضیه غلط و نژاد پرستانه وارداتی است می‌گردد.

### پژوهش‌های بر پایه کروموزم Y
برپایه پژوهش و تحقیق رگوئیرو و همکاران در سال ۲۰۰۶ و گروگنی و همکاران در سال ۲۰۱۲ برپایه نمونه کروموزوم Y، هاپلوگروپ پدری ایرانی‌ها به گونه زیر بوده است:
- J1-M267 که رایج در بین نژادهای سامی زبان است در بین ایرانی‌ها به ندرت بالای ده درصد است.
- J2-M172 که در بین مردم بالکان، ساحل اروپایی مدیترانه (شامل ایتالیا، کرواسی، صربستان، یونان، بوسنی، آلبانی، مقدونیه، ترک‌های ترکیه) و همچنین رایج در بین قفقازی‌ها (شامل ارمنی‌ها، گرجی‌ها، چچنی‌ها و اینگوش‌ها) بالای ۲۳ درصد در بین ایرانی‌ها رایج است.
- R1a-M198 که در بین مرمان اوراسیا شایع هست نشان می‌دهد که نه ایرانی‌ها از اروپا نشات گرفته و نه اروپایی‌ها از ایران بلکه هردو شاخه خواهری یک گروه والدینی هستند که فرض می‌شود جایی بین اروپا و آسیای مرکزی زندگی می‌کرده‌اند.
- R1b – M269 که از ایرلند تا ایران گسترده است در جمعیت نواحی کوهستانی ایران و ارمنستان هشت و نیم درصد رایج است. R1b ایرانی متعلق به زیرشاخه L-23 است که قدیمی‌تر از زیرکلید مشتق شده (R1b-M412) است که بیشتر در اروپای غربی رایج است.
- G و زیرشاخه‌هایش که بیشتر در قفقاز رایج است در بین ایرانی‌ها تنها ده درصد رایج است.
- E و زیرشاخه‌هایش که به فراوانی در بین مردم اروپا و خاورمیانه، شمال و شرق آفریقا یافت می‌شود، در بین ایرانی‌ها تنها ده درصد است.

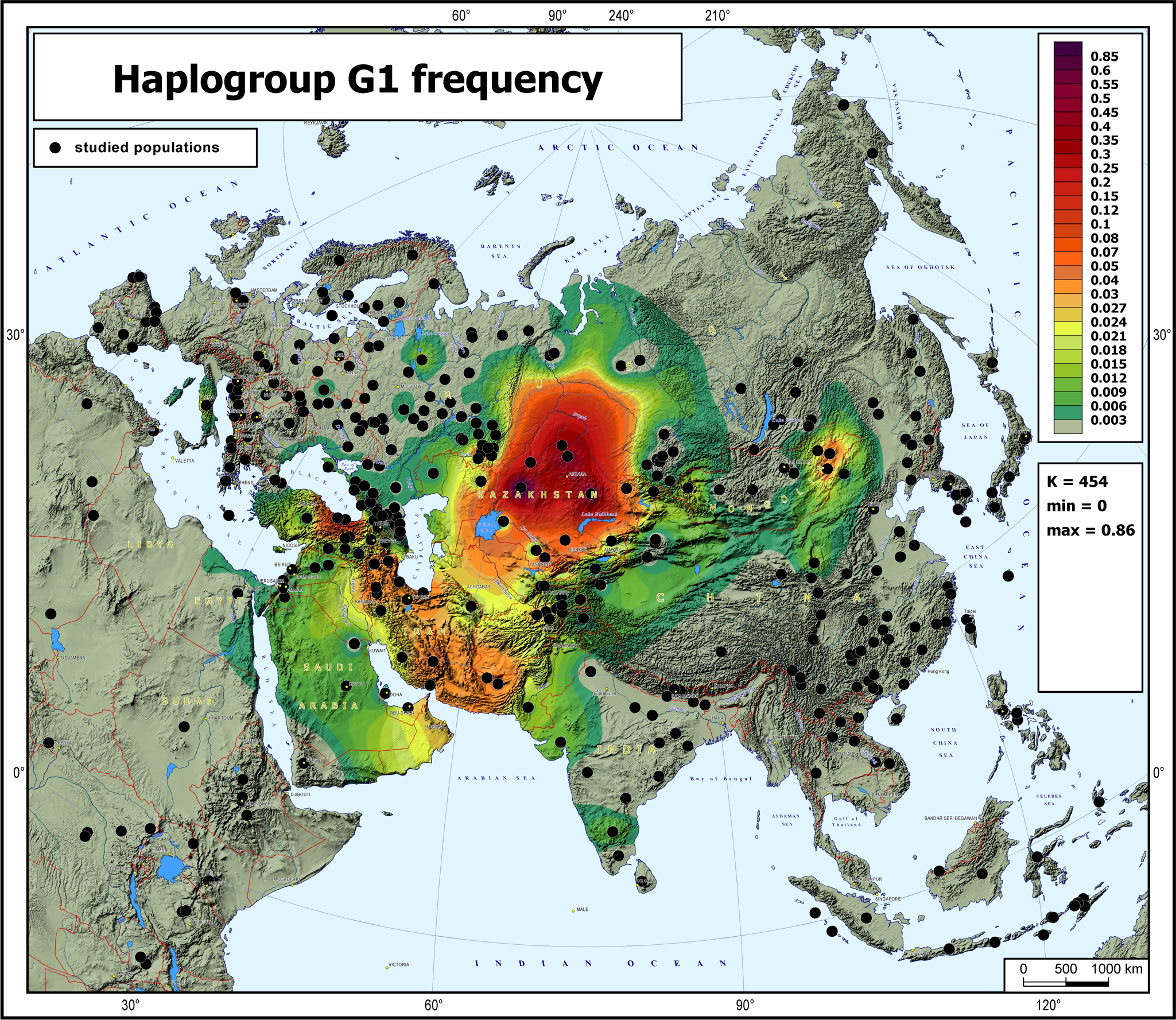
پراکندگی کروموزوم Y هاپلوگروپ جی-ام۲۸۵

در ژنتیک انسانی، هاپلوگروپ جی-ام۲۸۵ که به نام هاپلوگروپ جی۱ نیز شناخته می‌شود، هاپلوگروپ کروموزوم Y است. هاپلوگروپ G1 یک زیر گروه اصلی هاپلوگروپ G (Haplogroup G-M201) است. احتمال زیاد اعتقاد بر این است که G1 در ایران سرچشمه گرفته است. این فرکانس در جمعیت‌های مدرن به جز (i) ایران و همسایگان غربی آن، و (ii) منطقه‌ای که از جنوب مرکزی سیبری (روسیه) و شمال قزاقستان متصل است، دارای فرکانس بسیار کمی است. اساسی‌ترین نمونه‌های G1 در افراد زنده شناسایی شده است و در سراسر منطقه از شبه جزیره عربستان تا بلاروس یافت شده است.
در مقیاس و مقایسه جهانی، جمعیت ایران از لحاظ شباهت کروموزوم Y (نسب پدری) از یک سو به هندوها و پاکستانی‌ها و از سوی دیگر به مردمان آسیای میانه و همچنین کشورهای خاورمیانه نزدیکی و قرابت دارد.
بر مبنای یک مقاله منتشر شده در سال ۲۰۱۳، که مقایسه‌ای است در مورد ساختار ژنتیکی ۳۵۲ ایرانی، با وجود اینکه تنوع ژنتیکی کل ایرانیان بسیار بالا است، آذری‌های ایران قرابت ژنتیکی نزدیک‌تری با مردم گرجی در مقایسه با گروه‌های ایرانی، ترکیه‌ای و همچین آذری‌های قفقاز دارند. برخلاف تصور موجود که فرض می‌شود که آذربایجانی‌ها (ساکنان امروزی کشور جمهوری آذربایجان) با آذری‌های ایرانی ریشه مشترک دارند، تحقیقات نشان می‌دهد که آذری‌های ناحیه قفقاز ویژگی ژنتیکی متفاوتی از آذری‌های ساکن ایران دارند و موقعیتی میان آذری‌ها/گرجی‌ها از یک سو و ایرانی‌ها/ترک‌ها از سوی دیگر دارند.
یک مطالعه ژنتیکی اخیر که در «ژورنال اروپایی ژنتیک بشر» در طبیعت (۲۰۱۹) منتشر شد، نشان داد که جمعیت در غرب آسیا، اروپایی‌ها، آفریقای شمالی، آسیای جنوبی (هندی‌ها) و برخی از آسیایی‌های مرکزی رابطه نزدیکی دارند. آن‌ها بسیار متفاوت از آفریقایی‌های زیر صحرایی یا جمعیت آسیای شرقی هستند.
پراکندگی تک‌گروه در بین برخی از اقوام ایرانی:
| قوم                           | گروه زبانی       | تعداد نمونه آماری | R1a  | R1b  | I   | E    | J    | G    | N   | T   | L    |
| ----------------------------- | ---------------- | ----------------- | ---- | ---- | --- | ---- | ---- | ---- | --- | --- | ---- |
| فارس‌ها (استان فارس)           | ایرانی غربی      | ۴۴                | ۴٫۵  | ۱۱٫۴ | ۰   | ۱۳٫۷ | ۳۶٫۳ | ۹٫۲  | ۰   | ۶٫۸ | ۶٫۸  |
| فارس‌ها (خراسان)               | ایرانی جنوب غربی | ۵۹                | ۲۲   | ۶٫۸  | ۰٫۰ | ۳٫۴  | ۲۳٫۸ | ۱۳٫۶ | ۰   | ۵٫۱ | ۳٫۴  |
| بلوچ‌ها                        | ایرانی شمال غربی | ۲۵                | ۲۸٫۰ | ۸٫۰  | ۰٫۰ | ۸٫۰  | ۱۶٫۰ | ۰٫۰  | ۰٫۰ | ۰٫۰ | ۲۴٫۰ |
| پشتون‌ها                       | ایرانی جنوب شرقی | ۹۶                | ۴۴٫۸ | ۴٫۲  | ۰٫۰ | ۲٫۱  | ۶٫۳  | ۱۱٫۵ | ۰٫۰ | ۱٫۰ | ۱۲٫۵ |
| کردها (شمال عراق)             | ایرانی شمال غربی | ۹۵                | ۱۱٫۶ | ۱۶٫۸ | ۰٫۰ | ۷٫۴  | ۴۰٫۰ | ۰٫۰  | ۰٫۰ | ۰٫۰ | ۳٫۲  |
| کردها (ایران)                 | ایرانی شمال غربی | ۵۹                | ۲۰٫۳ | ۱٫۷  | ۱٫۷ | ۲۰٫۴ | ۲۸٫۹ | ۱۱٫۹ | ۰٫۰ | ۰٫۰ | ۱٫۷  |
| لرها                          | ایرانی جنوب غربی | ۵۰                | ۵٫۹  | ۲۳٫۵ | ۰   | ۱۱٫۸ | ۲۳٫۶ | ۱۵٫۷ | ۰٫۰ | ۳٫۹ | ۳٫۹  |
| آذری‌ها (استان آذربایجان غربی) | ترکی آذربایجانی  | ۶۳                | ۱۹   | ۱۷٫۵ | ۰   | ۱۱   | ۲۷٫۲ | ۸    | ۱٫۶ | ۷٫۹ | ۳٫۲  |
| یغنابی‌ها                      | ایرانی شمال شرقی | ۳۱                | ۱۶٫۱ | ۳۲٫۳ | ۰٫۰ | ۰٫۰  | ۳۲٫۳ | ۰٫۰  | ۰٫۰ | ۰٫۰ | ۹٫۷  |

## نگارخانه

مردمان ایرانی‌تبار
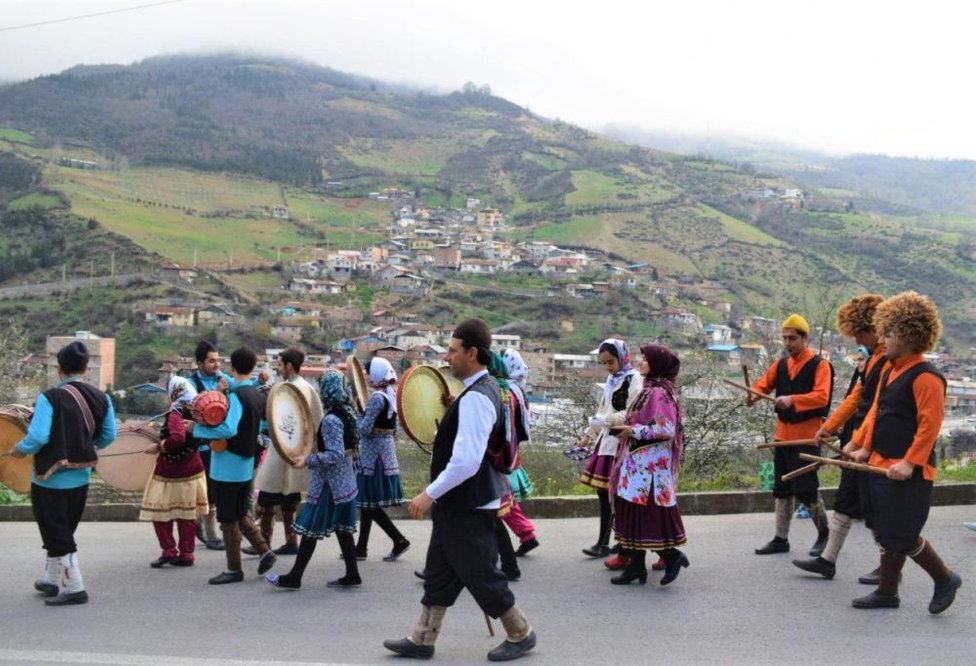
زنان و مردان مازندرانی با پوشاک مازندرانی در جشن نوروز
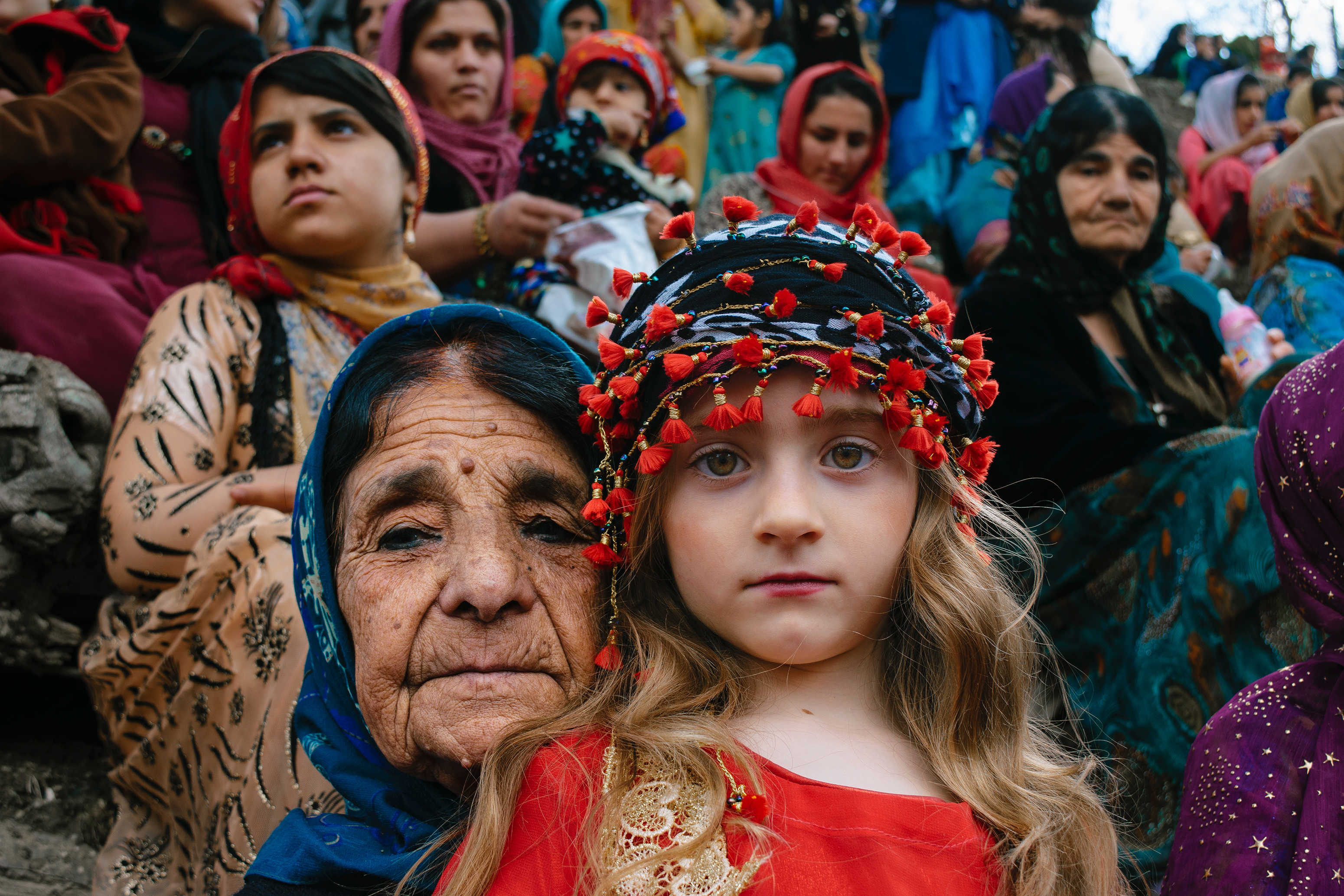
نگاره‌ای از یک دخترک کرد و مادربزرگش در جشن نوروز روستای بیساران
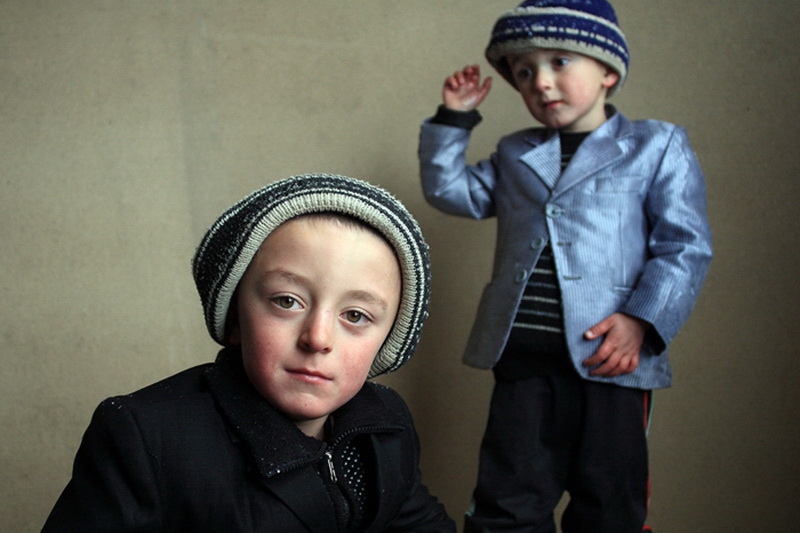
کودکان یغنابی
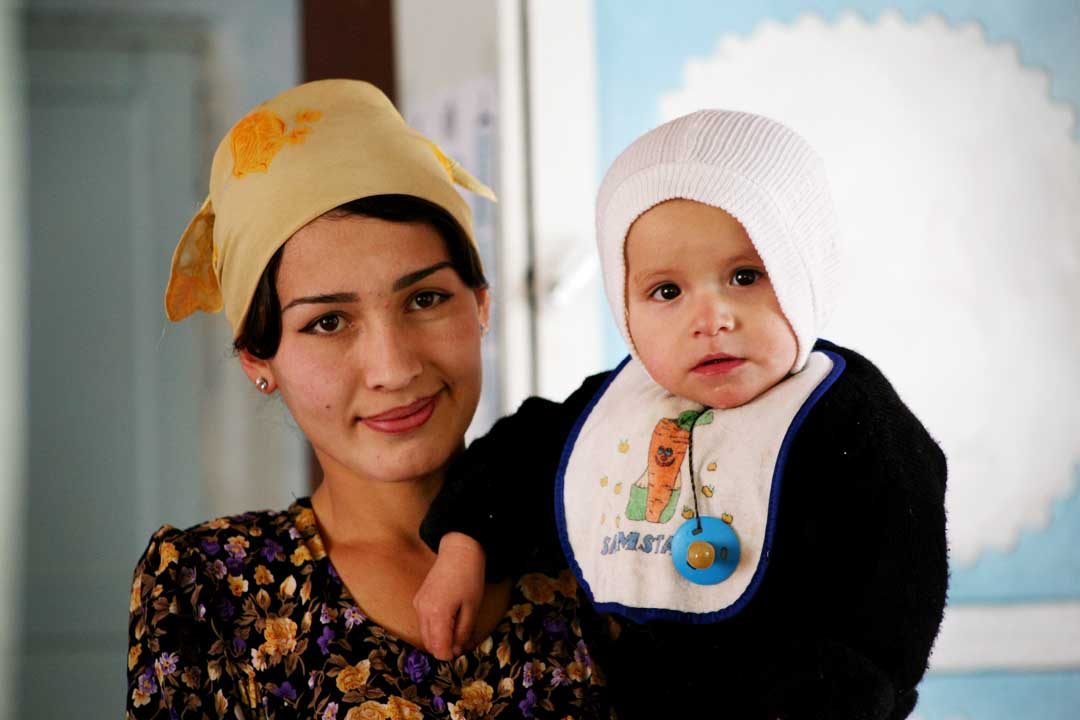
یک زن تاجیک و کودکش
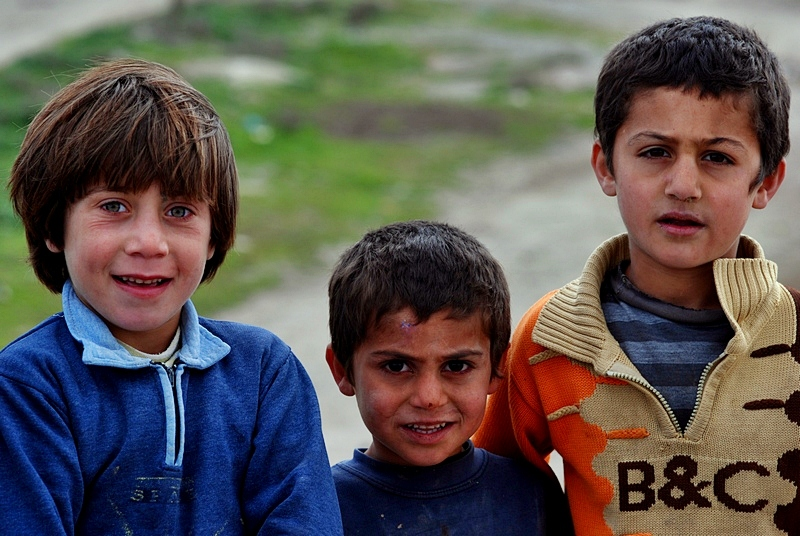
سه کودک کرد ساکن ترکیه
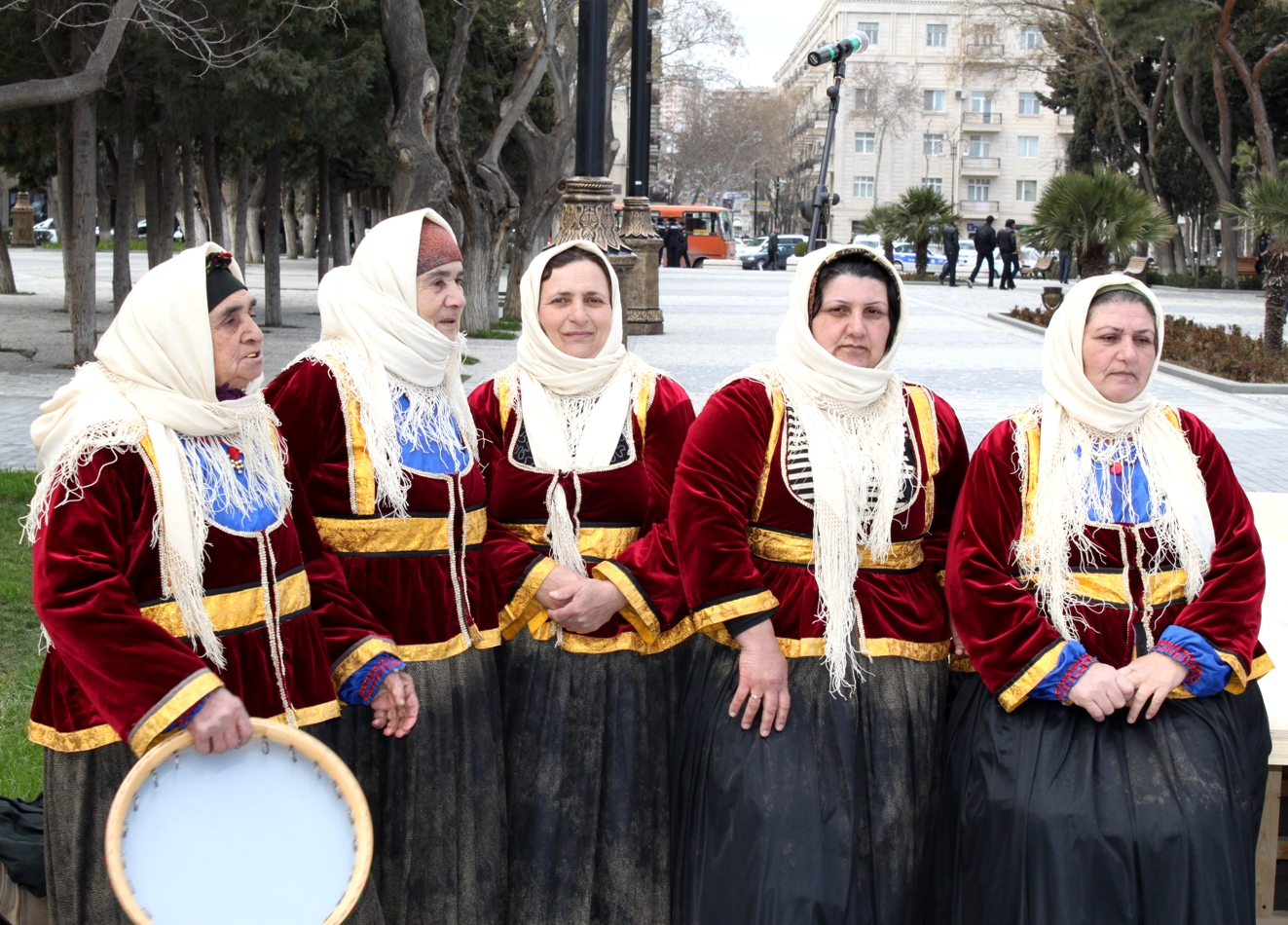
زنان تالشی جمهوری آذربایجان
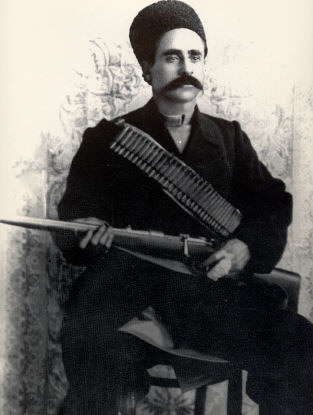
ستارخان سردار آذربایجانی جنبش مشروطه ایران
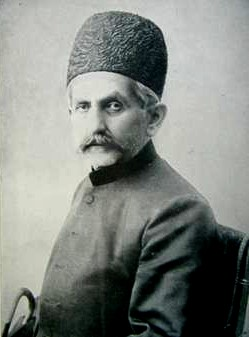
علیقلی‌خان سردار بختیاری جنبش مشروطه ایران
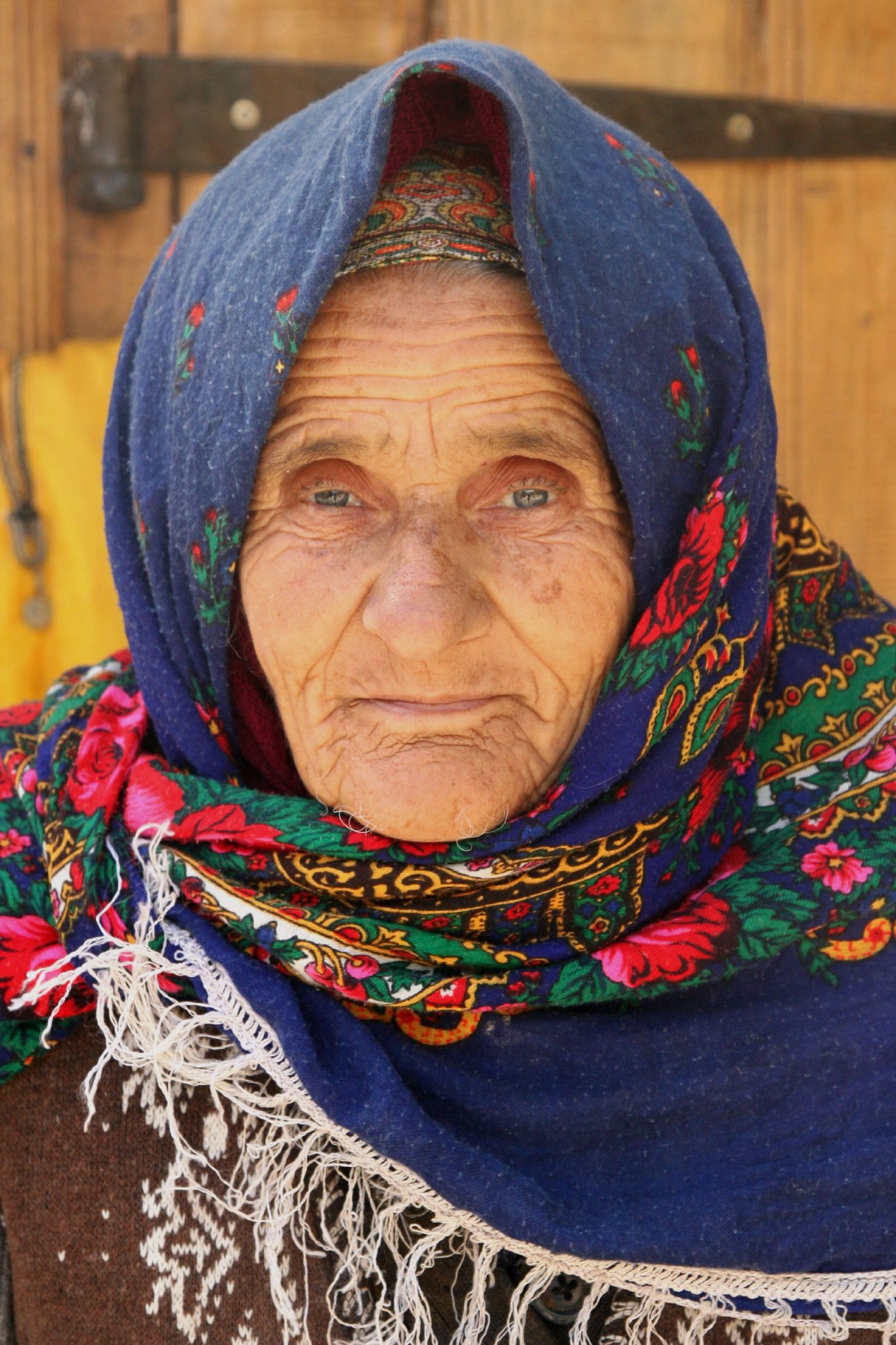
یک پیرزن تات از شهر لاهیج
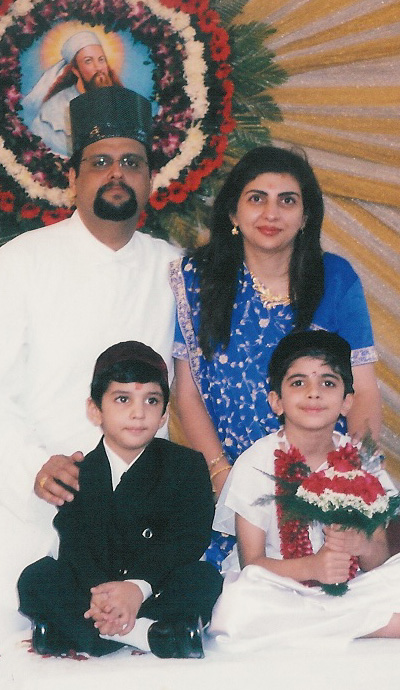
خانواده‌ای از پارسیان هند
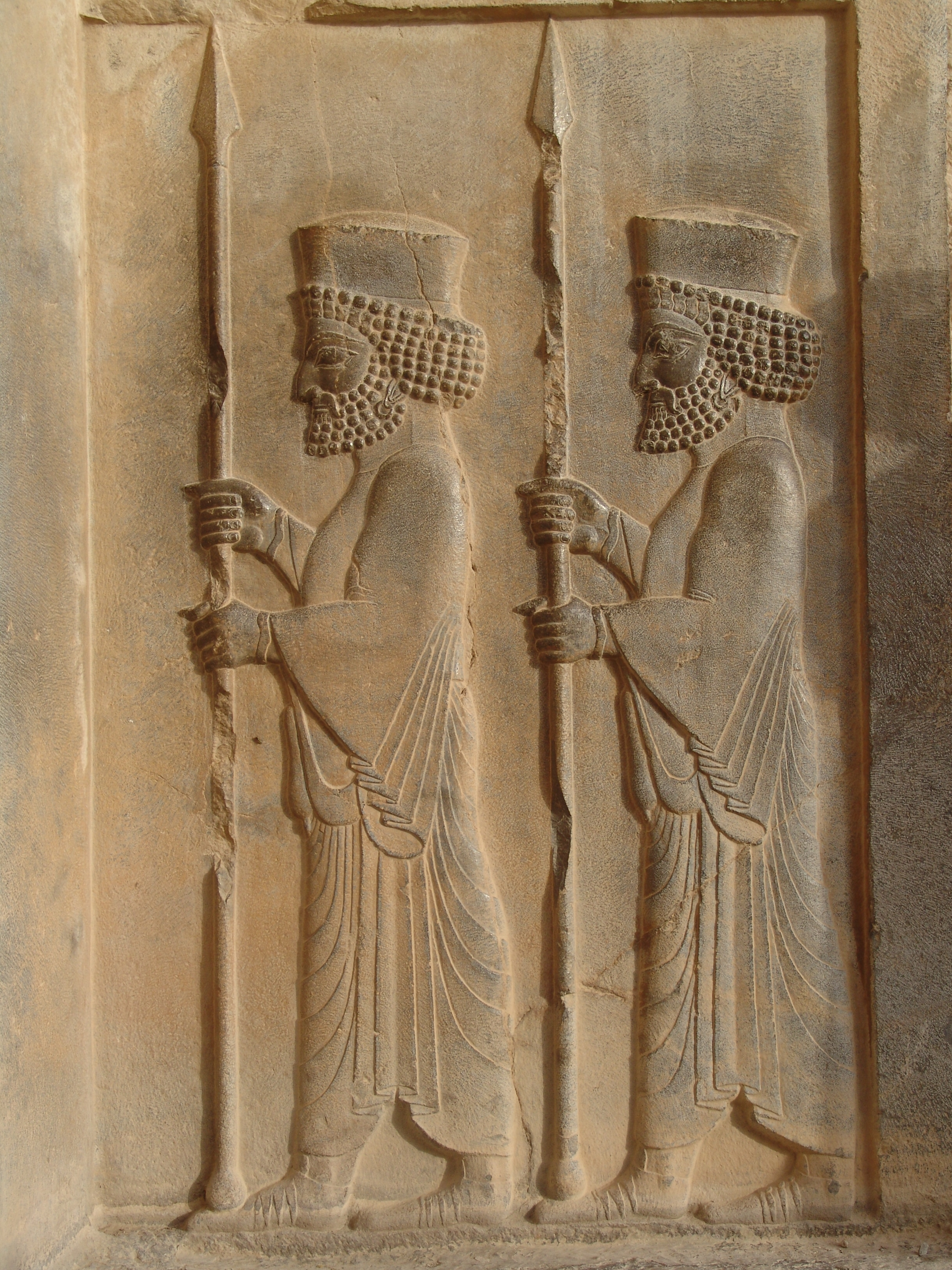
دو سرباز پارسی
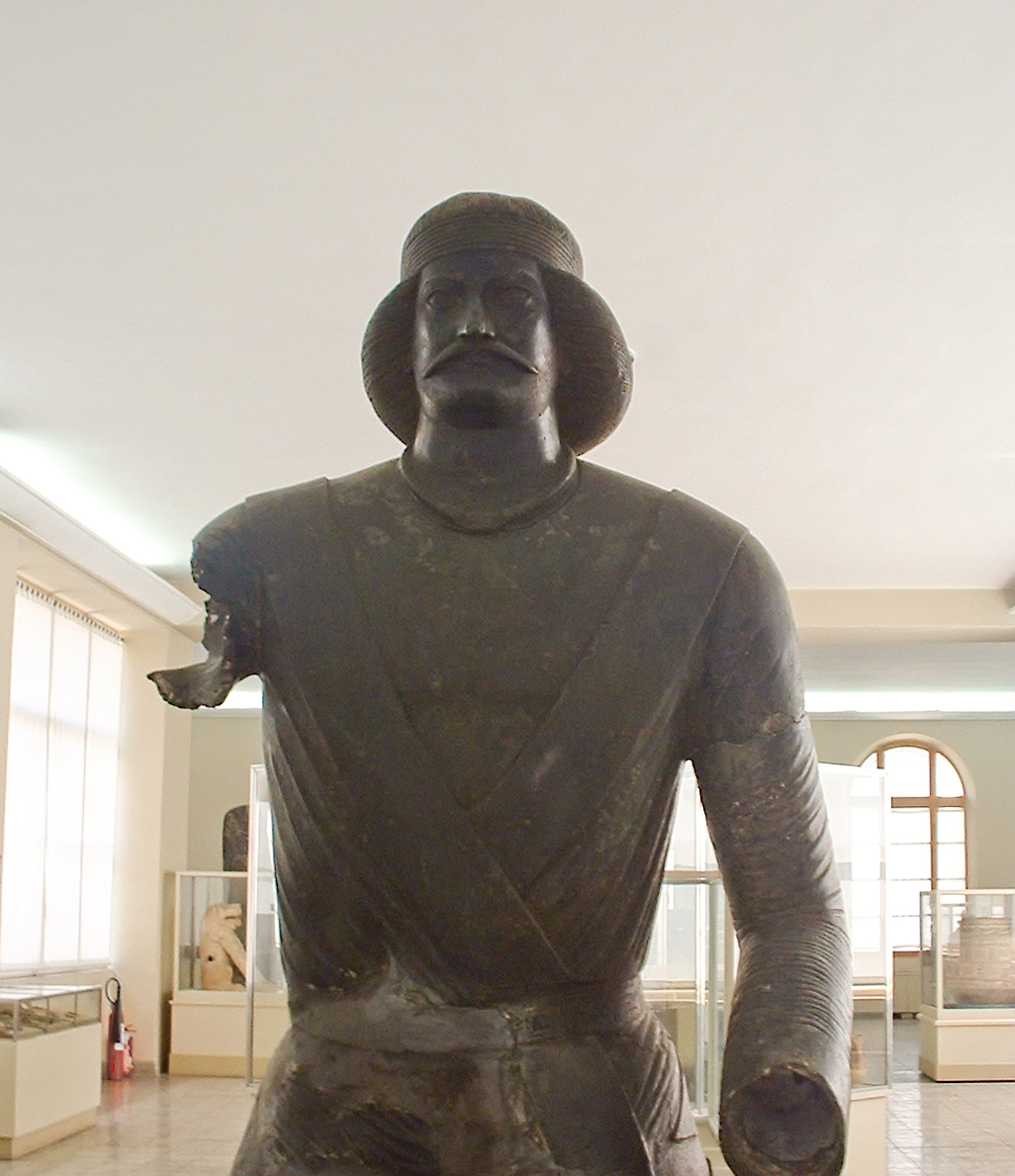
مجسمه اشراف‌زاده پارتی
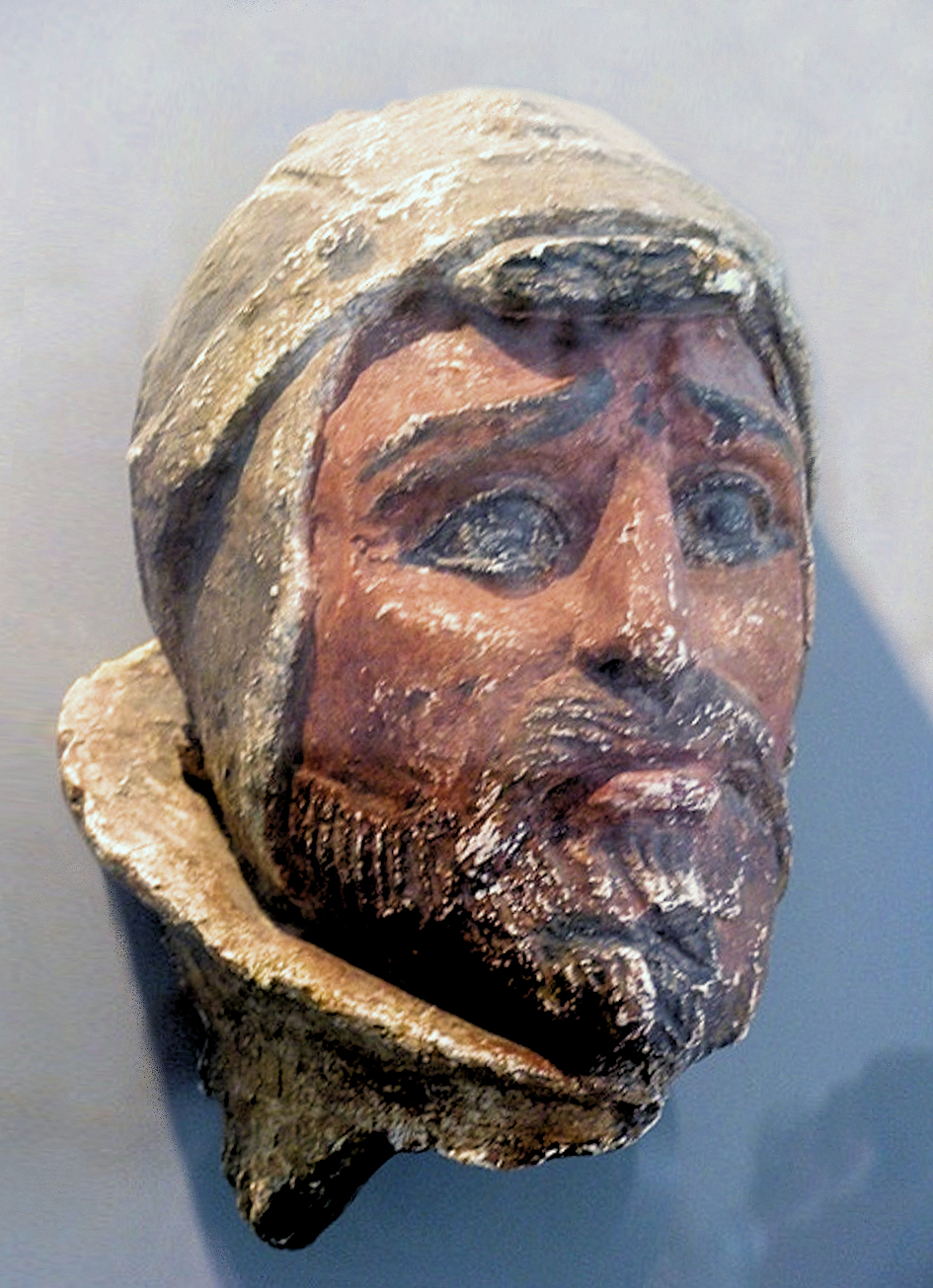
مجسمه جنگجوی سکایی
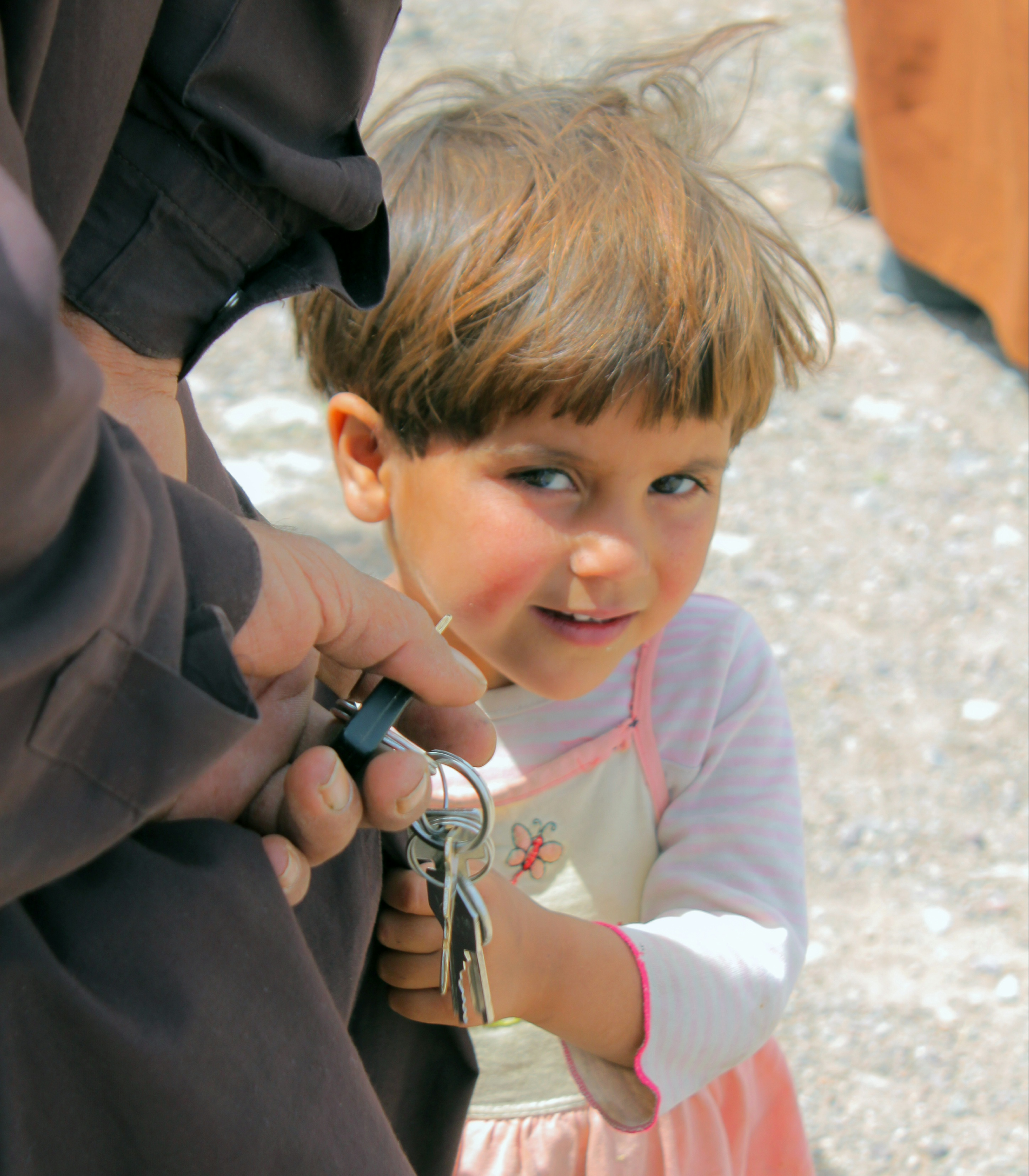
عکسی از کودک بلوچ

## یادداشت
1. ↑  در اوستا «airiia-» اعضای گروه قومی خودِ اوستا-خوان‌ها هستند، در مقابل «anairiia-» «غیرآریایی‌ها». این واژه همچنین چهار بار در پارسی باستان ظاهر می‌شود: یکی در کتیبه بیستون است، جایی که «ariya-» نام یک زبان یا خط است (DB 4.89). سه مورد دیگر در کتیبهٔ داریوش بزرگ در نقش رستم (DNa 14–15)، در کتیبهٔ داریوش بزرگ در شوش (DSe 13–14) و در کتیبهٔ خشایارشا یکم در تخت جمشید (XPh 12–13) رخ می‌دهد. در اینها، دو دودمان هخامنشی خود را به عنوان «pārsa pārsahyā puça ariya ariyaciça» «یک پارسی، پسر یک پارسی، یک آریایی، از تبار آریایی» توصیف می‌کنند. عبارت با «ciça»، «تبار، نسب»، اطمینان می‌دهد که [یعنی «ariya-»] یک نام قومی با معنای وسیع‌تر از «pārsa» است و نه یک صفت ساده.[۳۱]

## برای مطالعهٔ بیشتر
- نیای اساطیری ایرانیان

- Richards، Martin؛ et، al. (نوامبر ۲۰۰۰). «Tracing European Founder Lineages in the Near Eastern mtDNA Pool». The American Journal of Human Genetics. ۶۷ (۵): ۱۲۵۱–۱۲۷۶.